# Meeresnaturpark Estuaires Picards et Mer d’Opale

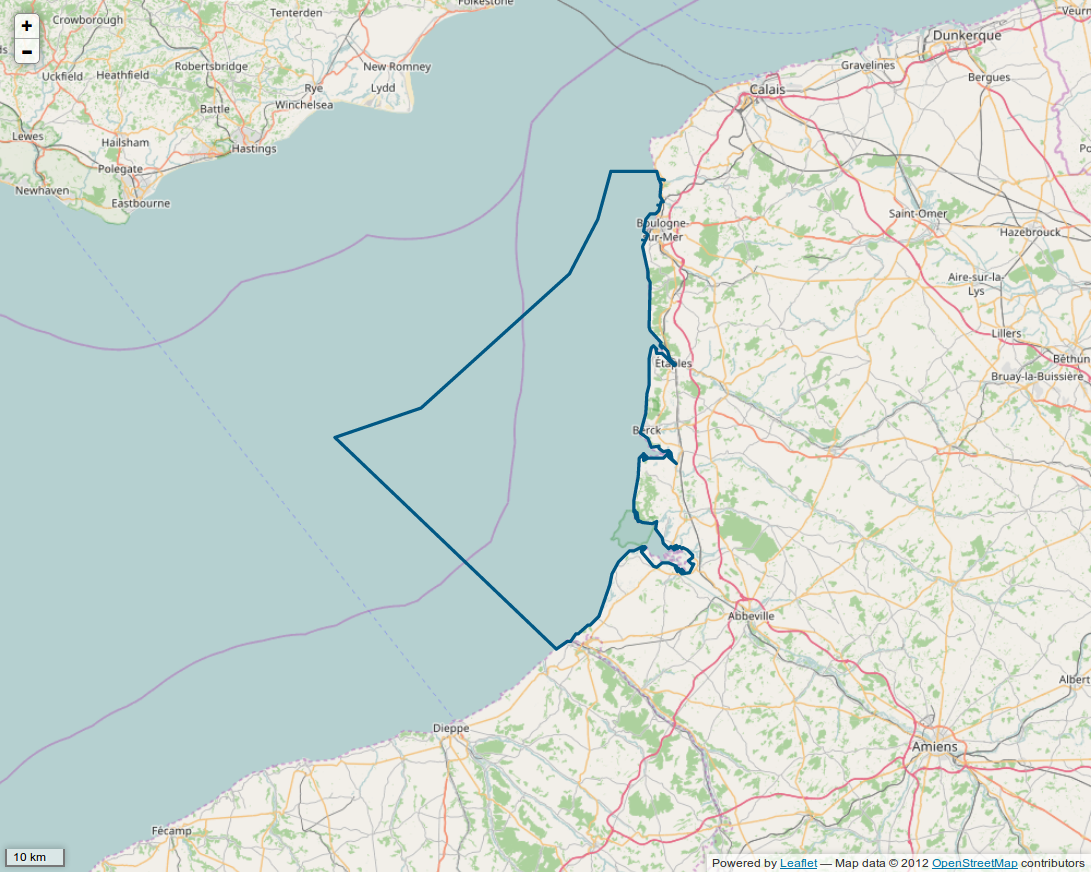
Lageplan des Naturparks

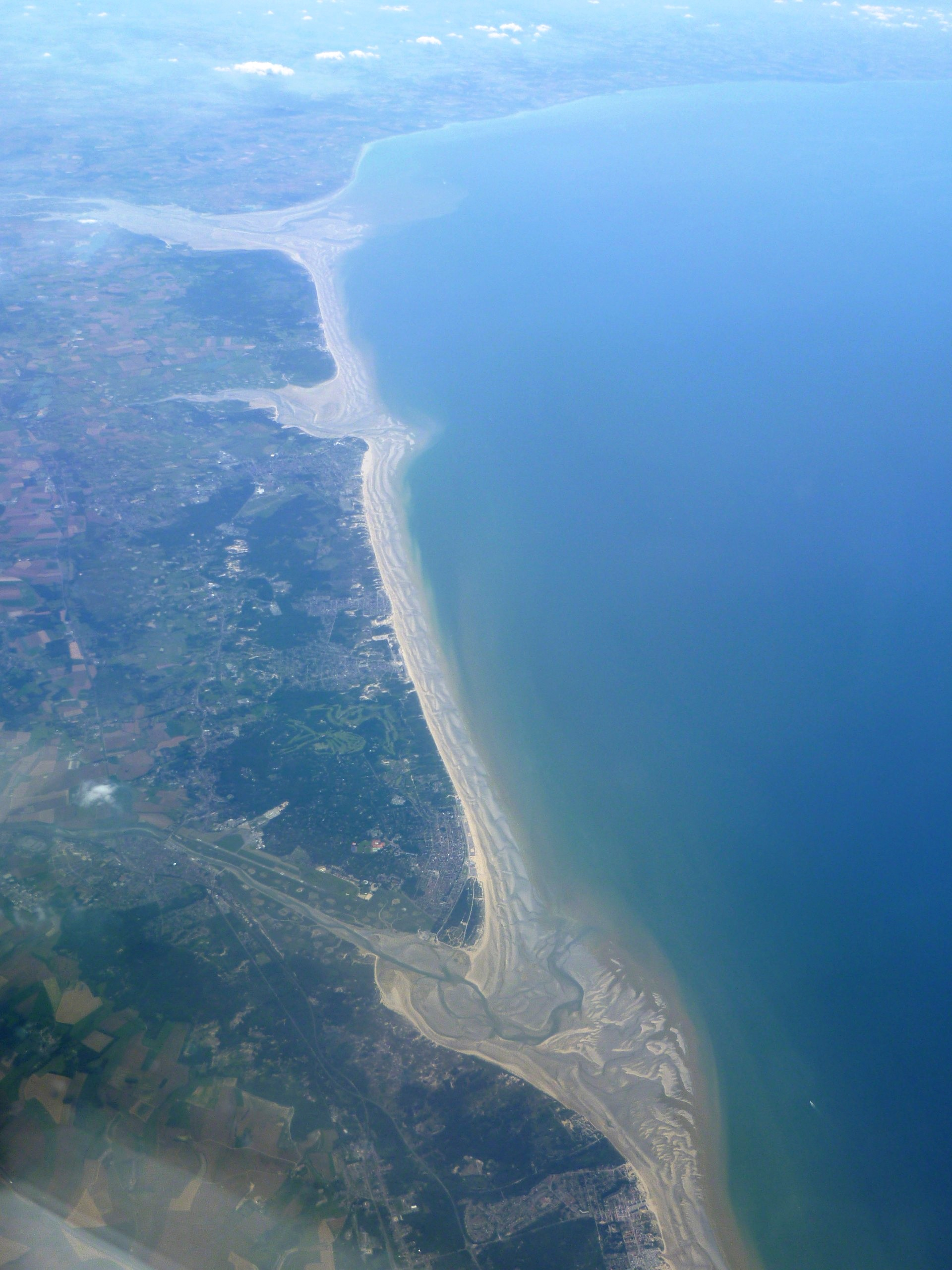
3 große Ästuare münden in den Ärmelkanal: Somme, Authie und Canche (von oben nach unten)

Der Meeresnaturpark Estuaires Picards et Mer d’Opale (fr: Parc naturel marin des estuaires picards et de la mer d’Opale) liegt vor der französischen Küste des Ärmelkanals. Das Meeresgebiet grenzt an die Département Pas-de-Calais und Somme in der Region Hauts-de-France. Ganz im Süden gehört ein kleiner Abschnitt schon zum Département Seine-Maritime in der Region Normandie.

## Parkverwaltung
Die Gründung des Meeresnaturparks erfolgte am 13. Dezember 2012. Die Parkverwaltung hat ihren Sitz im Ort Écault, Gemeinde Saint-Étienne-au-Mont (50° 39′ 42″ N, 1° 35′ 11″ O). Der Park steht seit 2020 unter der Verwaltung des französischen Amtes für Biodiversität (fr: Office français de la biodiversité (OFB)), einer öffentlichen Einrichtung, die sich dem Schutz der Biodiversität verschrieben hat. Es wurde am 1. Januar 2020 durch Gesetz Nr. 2019-773 vom 24. Juli 2019 gegründet und steht unter der Aufsicht des Ministeriums für ökologischen Wandel (fr: Ministère de la Transition écologique) und des Ministeriums für Landwirtschaft und Ernährung (fr: Ministère de l’Agriculture et de l’Alimentation).

## Geografie
Der Park umfasst eine der französischen Küste im Ärmelkanal vorgelagerte Meeresfläche von etwa 2300 km² mit einer Küstenlänge von 118 km, an der 34 Gemeinden einen Anteil haben. Die Wasserfläche reicht im Norden des Gebietes rund acht Kilometer in den Ärmelkanal, im Süden sind es hingegen fast 54 Kilometer. Diese große Differenz ergibt sich aus der Lage gegenüber das Küste von Großbritannien, zwischen denen der internationale Schifffahrtsweg Straße von Dover freigehalten werden muss. 
Der Name des Naturparks bezieht sich einerseits auf die drei großen Ästuare in der Picardie (fr: Estuaires Picards), die von den Flüssen Somme, Authie und Canche gebildet werden, andererseits auf das Mer d’Opale, das der Opal-Küste vorgelagert ist.
Der Park grenzt landseitig an folgende größeren Gemeinden (von Nord nach Süd):
- Ambleteuse
- Wimereux
- Boulogne-sur-Mer
- Étaples
- Berck
- Saint-Valery-sur-Somme
- Mers-les-Bains
- Le Tréport

## Landschaften

### Meereszonen

#### Küstengewässer
Die seichten Küstengewässer bieten eine reiche biologische Vielfalt. Die von den Gezeiten beeinflussten Räume sind für viele Fischarten von grundlegender Bedeutung. Da befinden sich ihre Laichplätze, das heißt der Ort, an dem die Eier abgelegt werden, und ihre Kinderstuben, das Nahrungsgebiet der Jungfische.

#### Offshore-Gewässer
Der Meeresnaturpark steht unter dem Einfluss kontinentaler Gewässer. So tragen die sieben Küstenflüsse zur Bildung einer Meeresströmung bei, die sich von Süden nach Norden erstreckt. Diese küstennahen Gewässer sind reich an Nahrung und Schwebstoffen und tragen zum Lebenszyklus der Arten im Park bei. Meeresströmungen aus dem Atlantik und nach Nordosten gerichtete Winde tragen ebenfalls zur Gestaltung des geschützten Meeresgebietes bei, Unterwasserdünen entfalten sich unter ihrer Wirkung. Viele Fische wie Seezungen aber auch Schalentiere vermehren sich und wachsen dort. Es ist nicht ungewöhnlich, den Schweinswal oder den Weißschnauzendelfin zu sehen, der in nördlichere Gewässer wandert, sowie verschiedene Vögel, wie Tölpel, Seeschwalben und Prachttaucher.

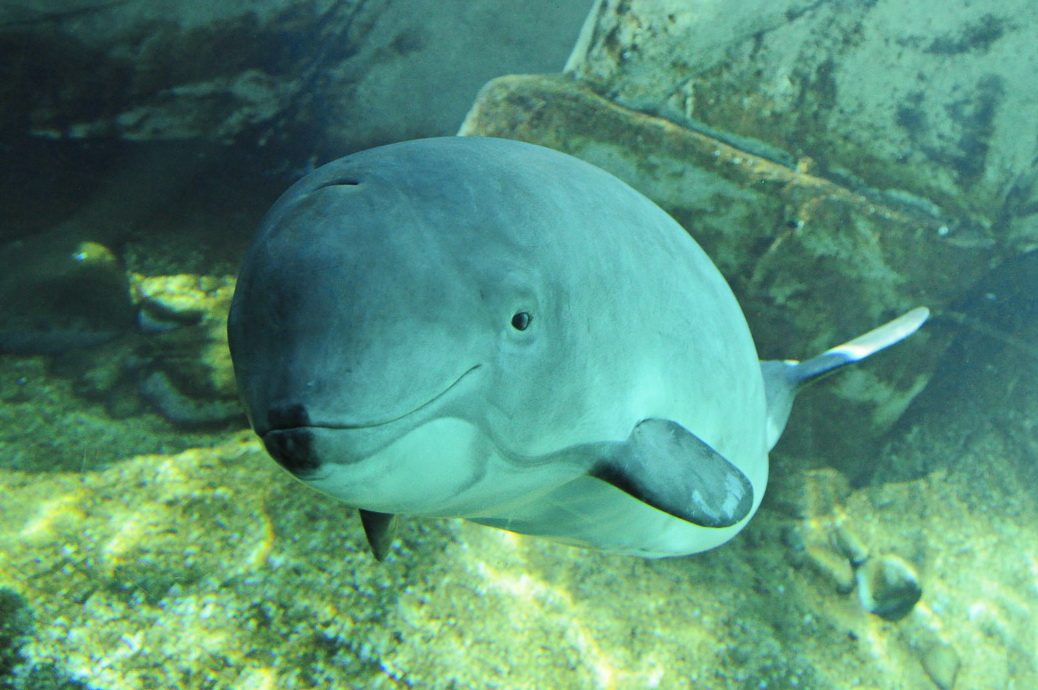
Schweinswal
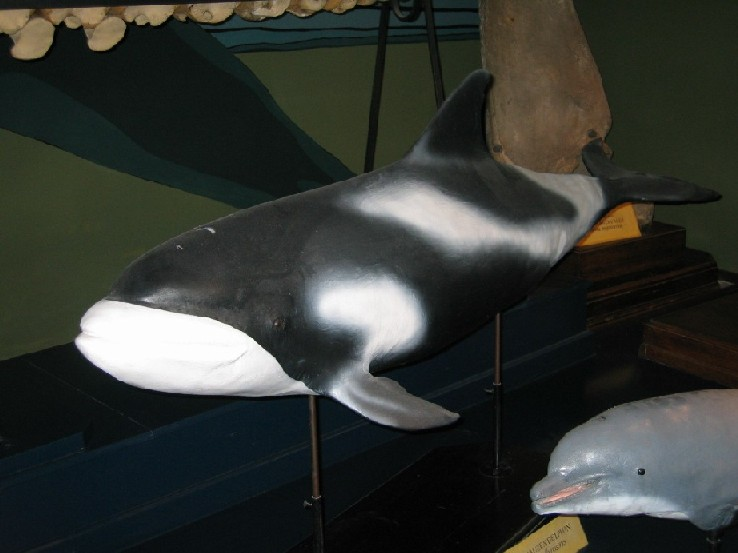
Weißschnauzendelfin im Museum
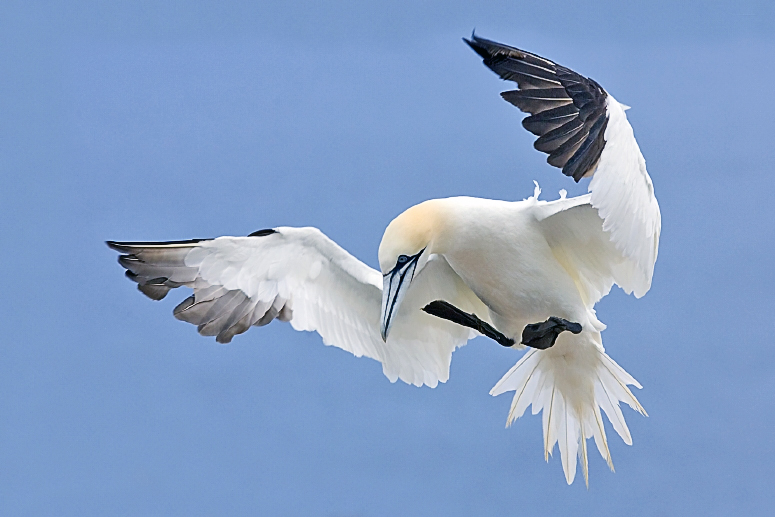
Basstölpel
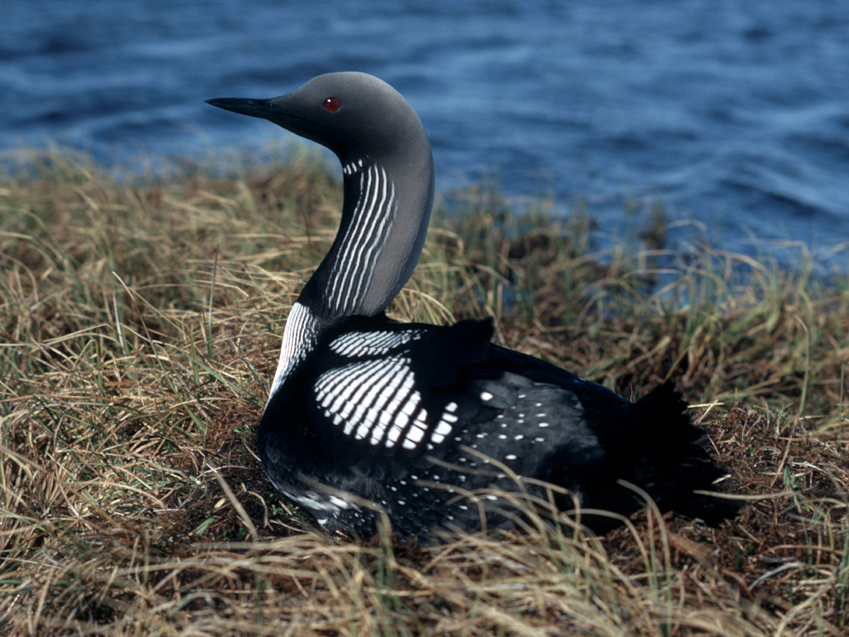
Prachttaucher

#### Ridens
Die "Ridens" sind unterirdische isolierte Felsformationen. Sie bestehen aus 2,5 bis 3 Meter hohen Felskämmen, die von Sandböden umgeben sind. Ihre Meerestiefe kann bis zu 30 Meter erreichen. Diese Mischung aus Felsen und Sand, kombiniert mit der Tatsache, dass dies die einzigen felsigen Untiefen im Ärmelkanal sind, ermöglicht es den Ridens, eine Fauna und Flora von großer Originalität zu beherbergen. Einige Arten sind extrem selten und gelten als hoher ökologischer Wert. Mehr als 250 Arten wurden in diesem Lebensraum identifiziert. Auf der Oberseite der Felsen dominiert die Weichkoralle und die Tote Meerhand. Daneben gibt es Seescheiden, Schwämme wie die Meerorange und Moostierchen. Die Basis der Blöcke und die Flanken sind hauptsächlich vom Aufrechten Schwamm besetzt, im Kontakt mit Felsen und Sand finden sich Blättermoostierchen.
Auf den meisten felsigen Böden gibt es Kolonien von Seeanemonen mit verschiedenen Farben. Zwischen den felsigen Kämmen bietet sich für vielen Arten von Fischen und Schalentieren ein Zufluchtsraum vor Strömungen und Raubtieren.
Die Spalten der Felsen beherbergen daher mehrere Arten von Krebstieren wie Hummer, Krabben, Seespinnen und Sägegarnelen.
Einige Fische wie Barsch, Kabeljau oder Schellfisch sind ebenfalls vorhanden und finden dort Unterschlupf und Nahrung.

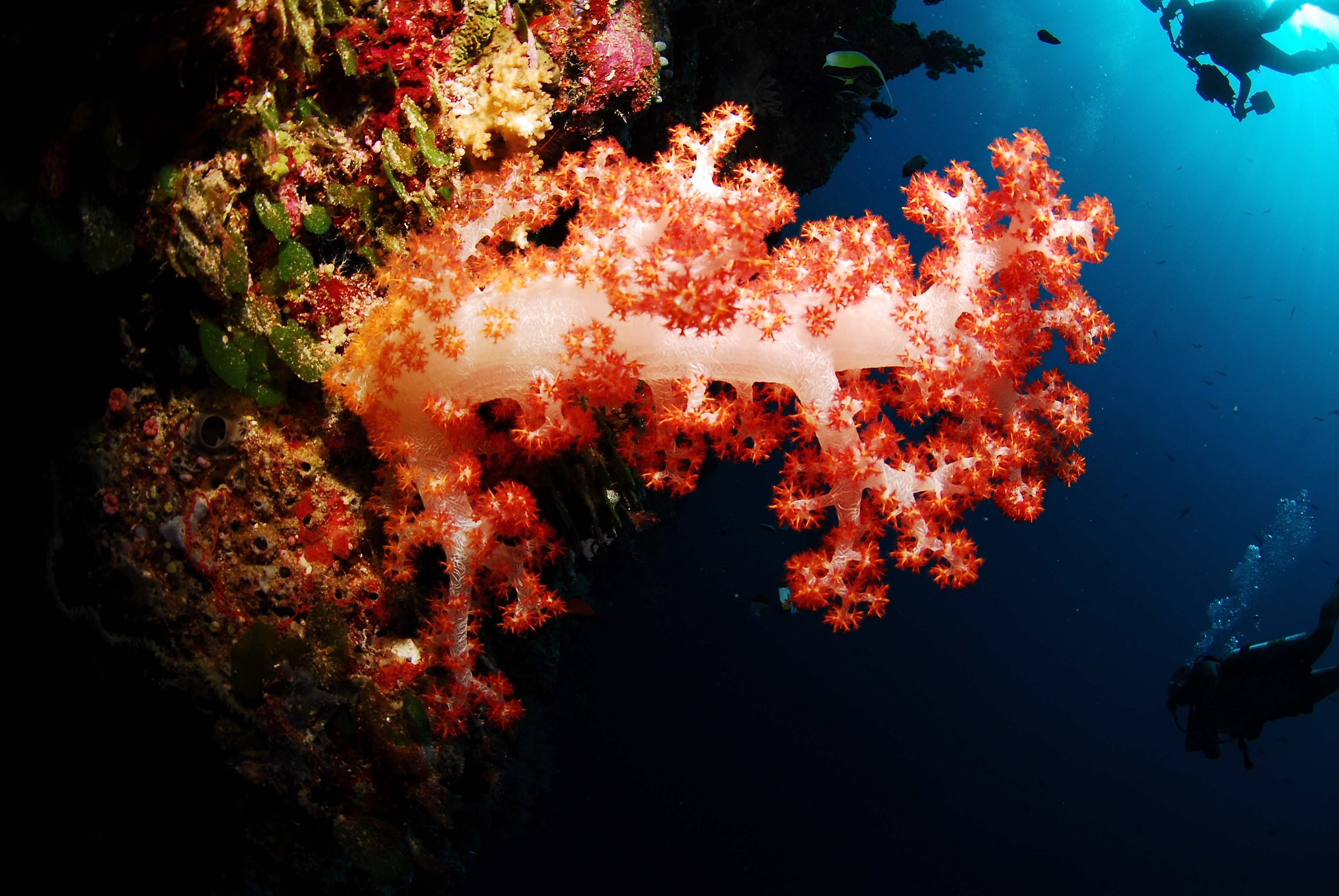
Bäumchenweichkoralle
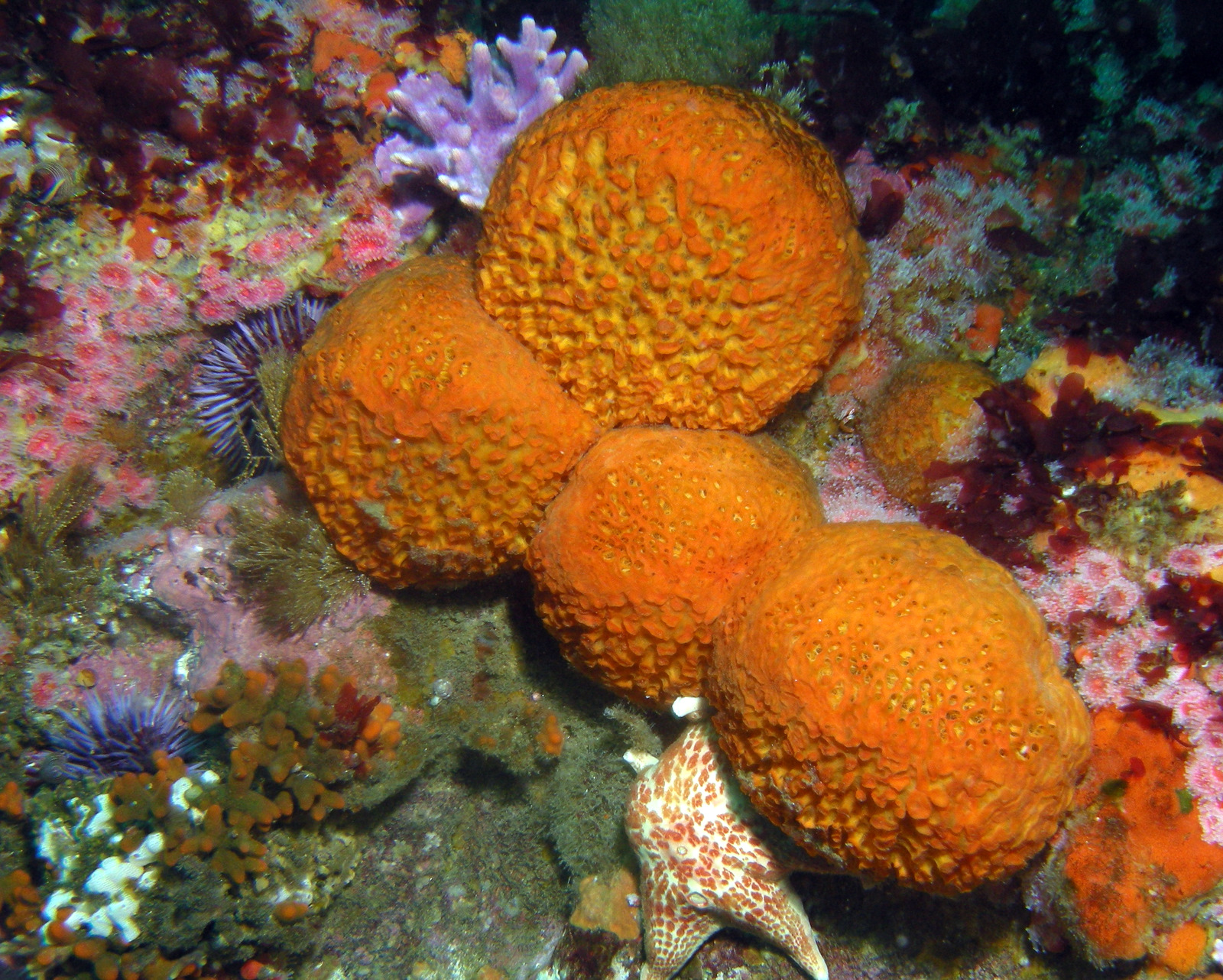
Meerorange
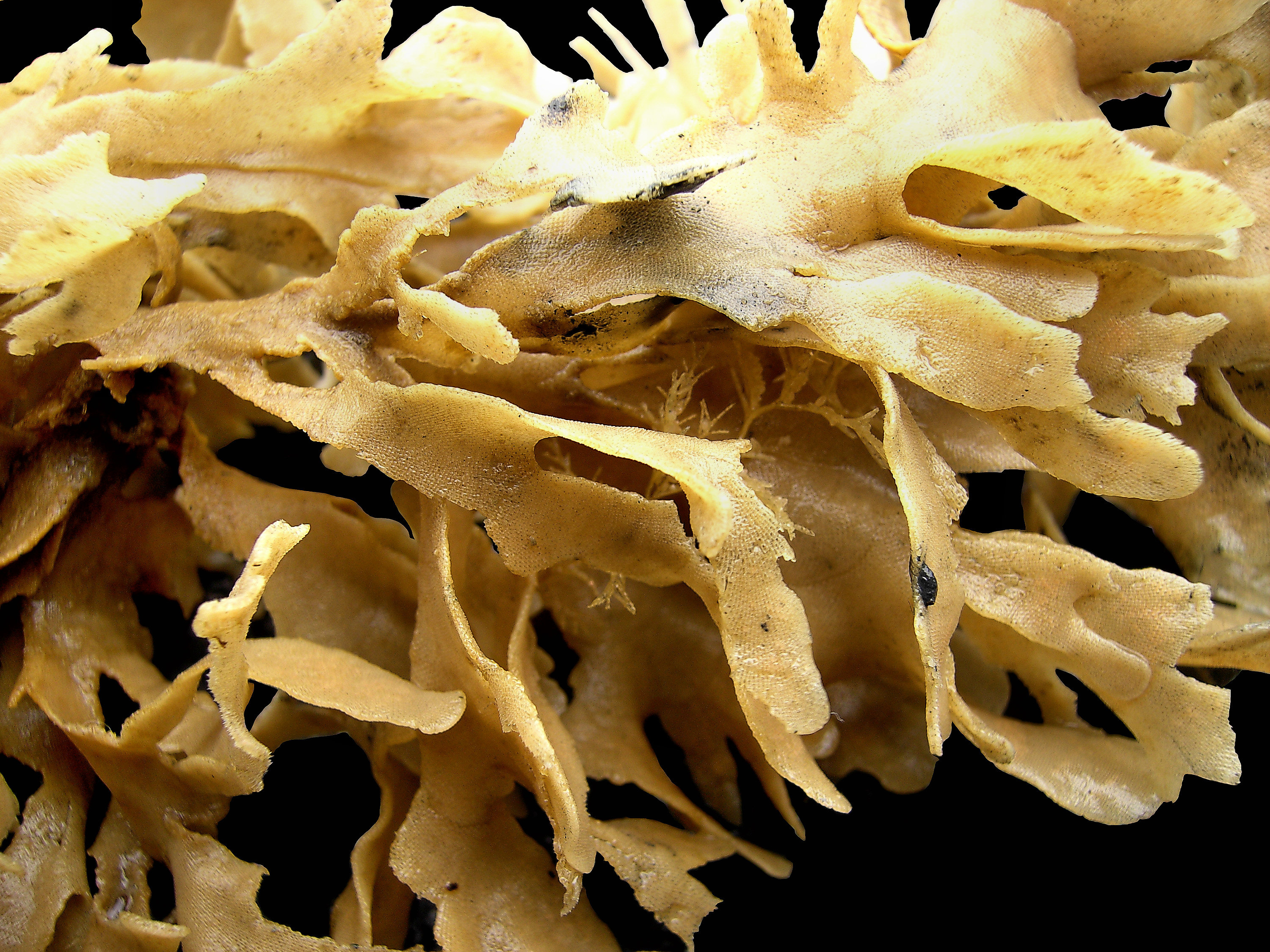
Blättermoostierchen
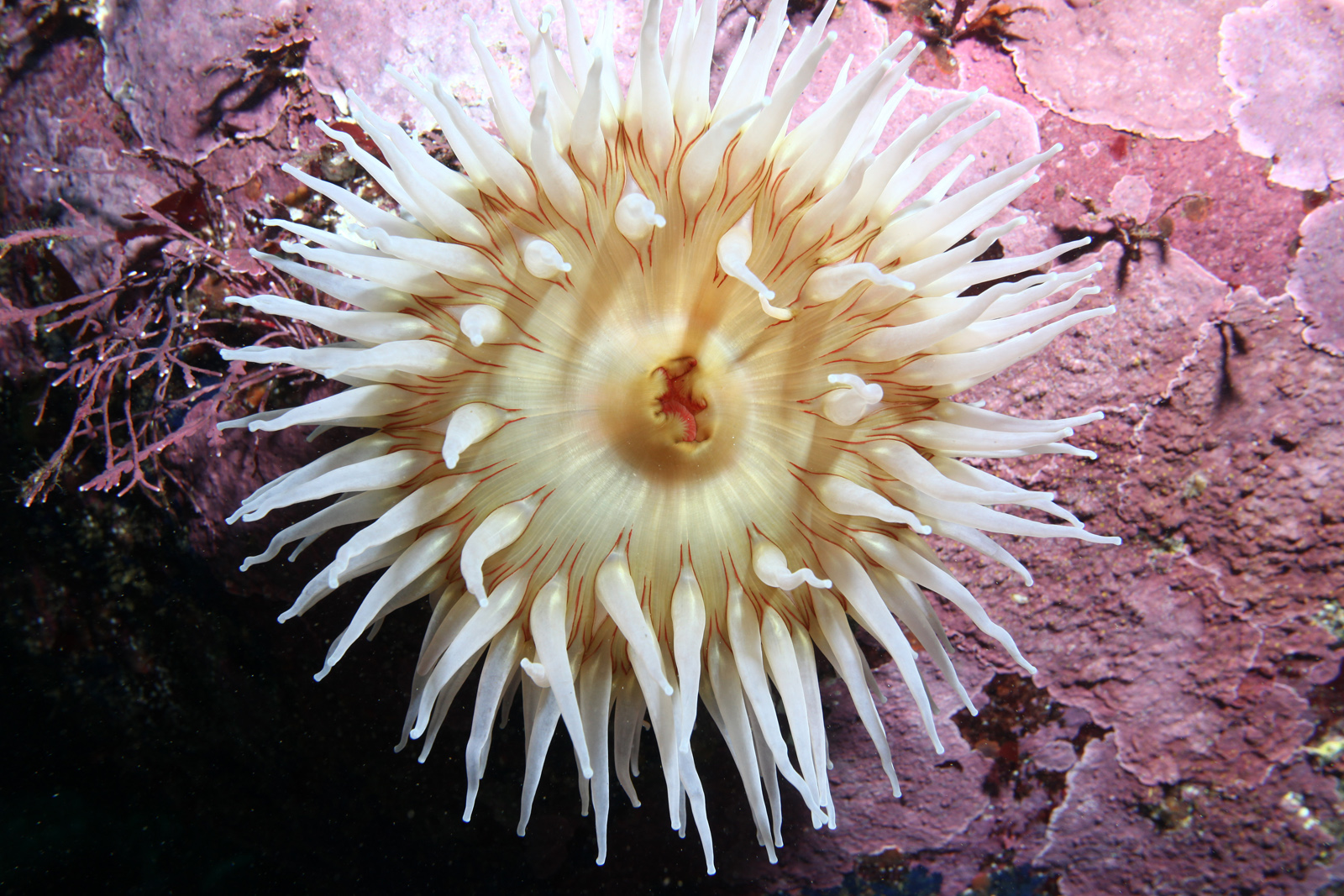
Seeanemonen
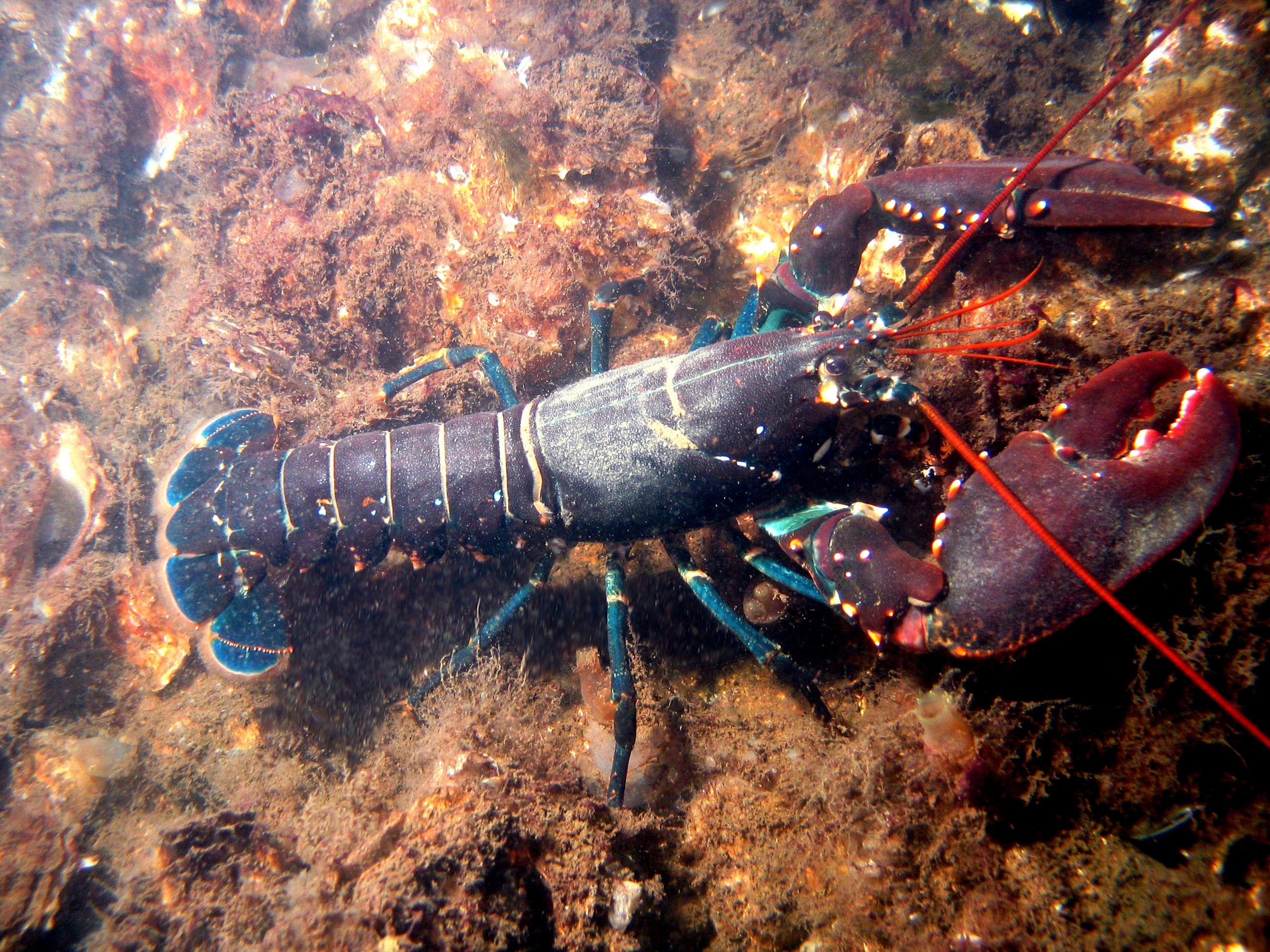
Hummer
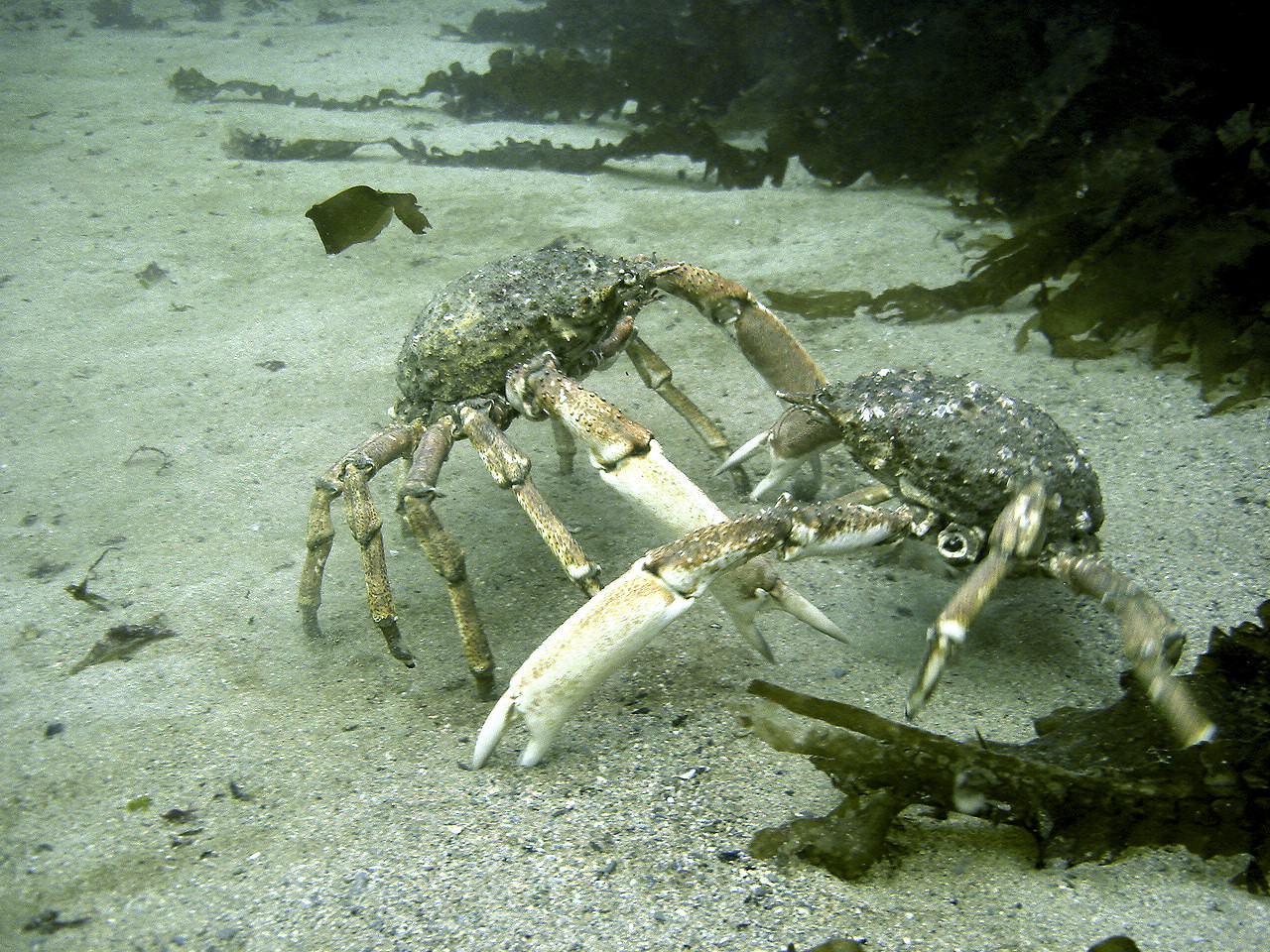
Nordische Seespinne
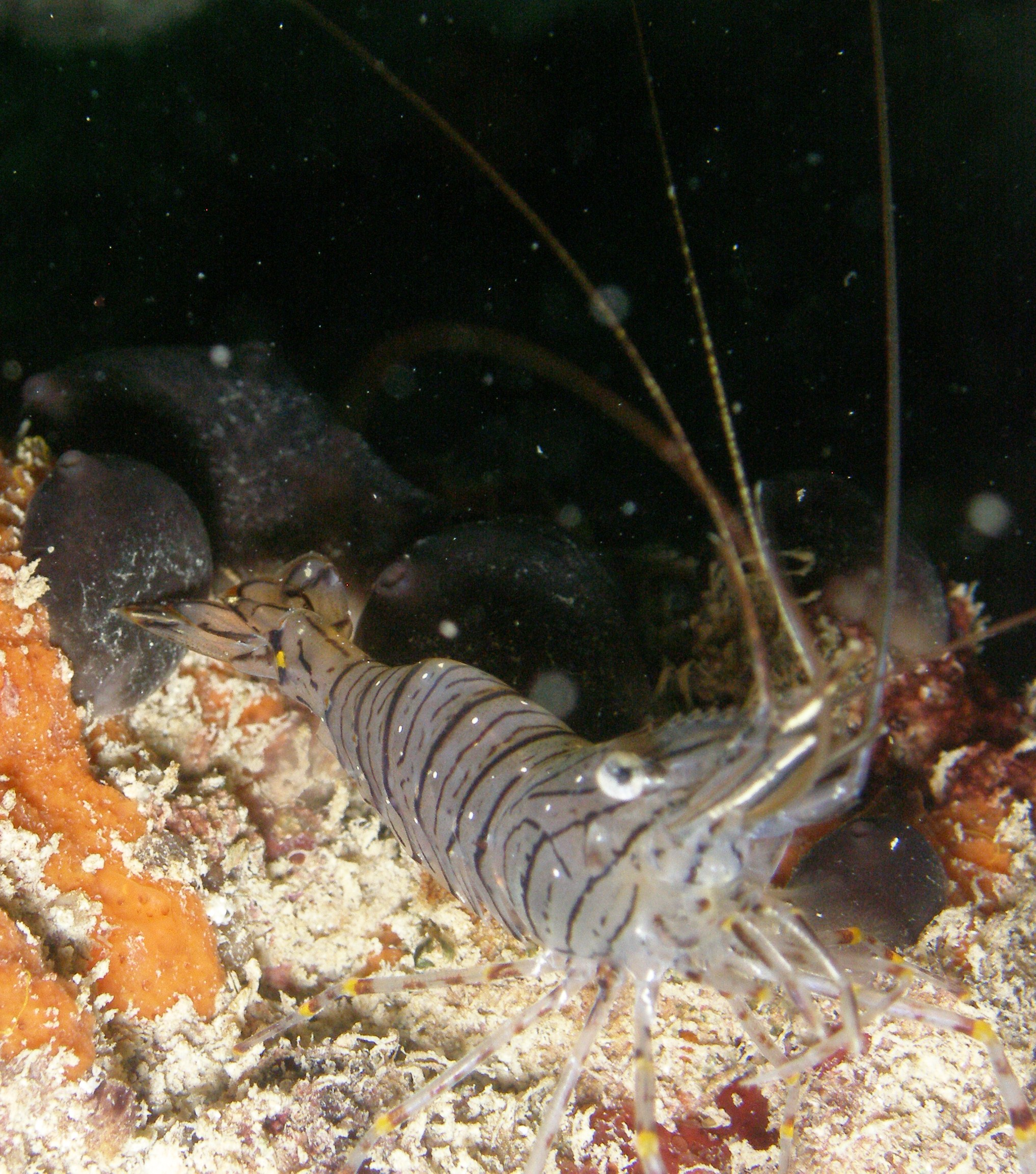
Sägegarnele
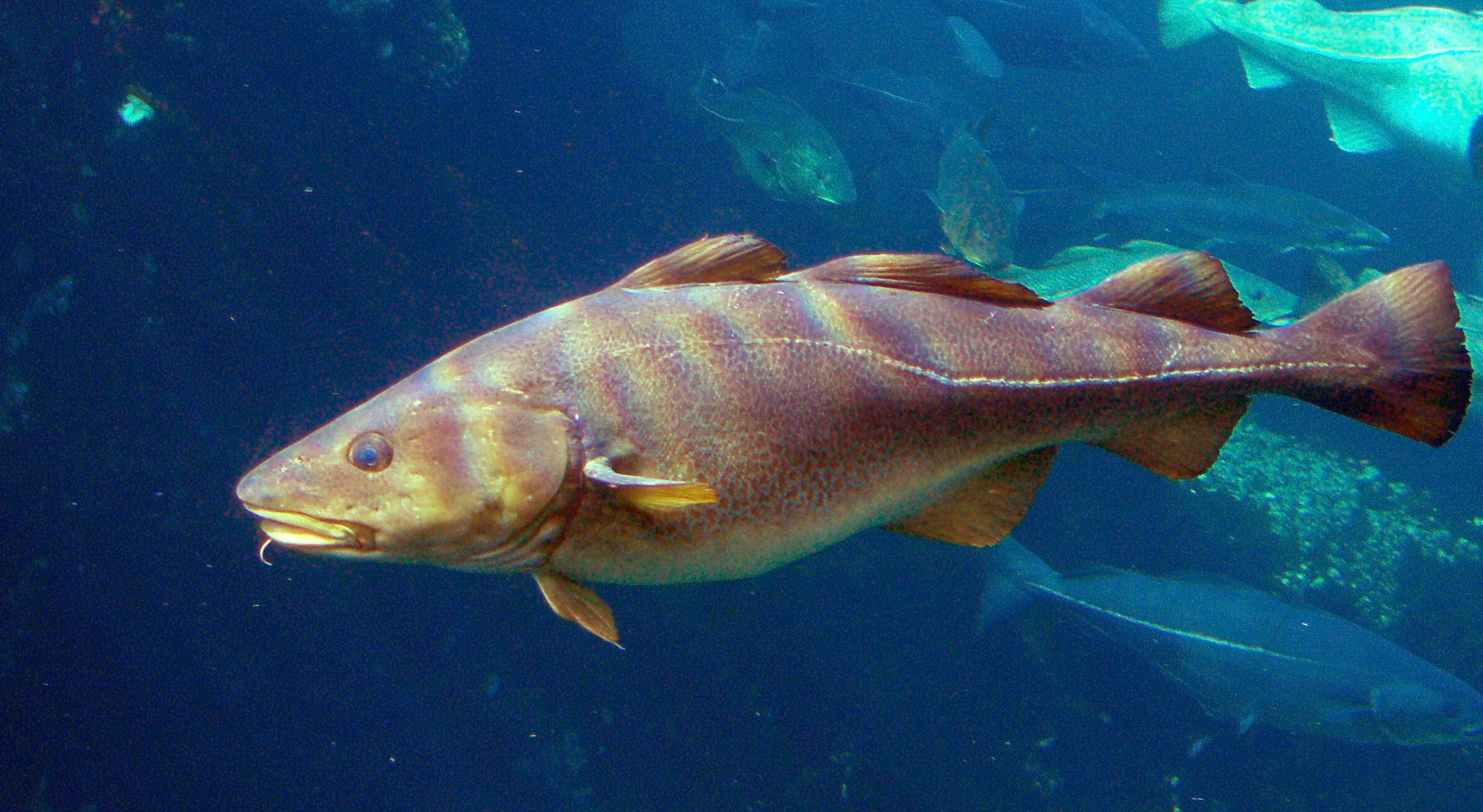
Kabeljau

### Die Meeresküsten
Der Großteil der geradlinigen Meeresufer wird von breiten Sandstränden gebildet. Aufgrund der geringen Wellenbildung im Ärmelkanal wird der Sand nicht großflächig verfrachtet, der große Tidenhub führt allerdings zu einer weitläufigen Wasserbedeckung des Strandes bei der Flut. Bei Ebbe bleiben häufig mit Wasser gefüllte Strandtümpel zurück, in der sich auch noch kleine Meeresbewohner aufhalten können – ein interessanter Futterplatz für die hier lebenden Regenpfeifer. An der Festlandgrenze sind auch häufig Sanddünen anzutreffen.
Im Norden des Gebietes wird der Küstenbereich durch Felsformationen begleitet. In der Gegend um Boulogne-sur-Mer entsprechen die Klippen einer bemerkenswerten geologischen Struktur. Sie sind aus einer Mischung von Mergel, Ton, Sand sowie Sandstein gebildet und unterliegen aufgrund ihrer weichen Struktur einem unvermeidlichen Verfall. Die Klippen beherbergen eine spezielle Vegetation und nistende Seevögel, wie zum Beispiel den Eissturmvogel. In diesem Bereich grenzt an den Meeresnaturpark auf der Landseite der Regionale Naturpark Caps et Marais d’Opale.
Im Süden des Gebietes sind in der Gegend um Mers-les-Bains bei der Gebirgsbildung des Pays de Caux bis zu 100 Meter hohe Klippen durch eine langsame Anhäufung von Sedimentschichten, Kreide und Ton mit Feuersteineinschlüssen entstanden. In diesem Bereich sind anstelle der Sandstrände hier weitgehend Kiesstrände zu finden.

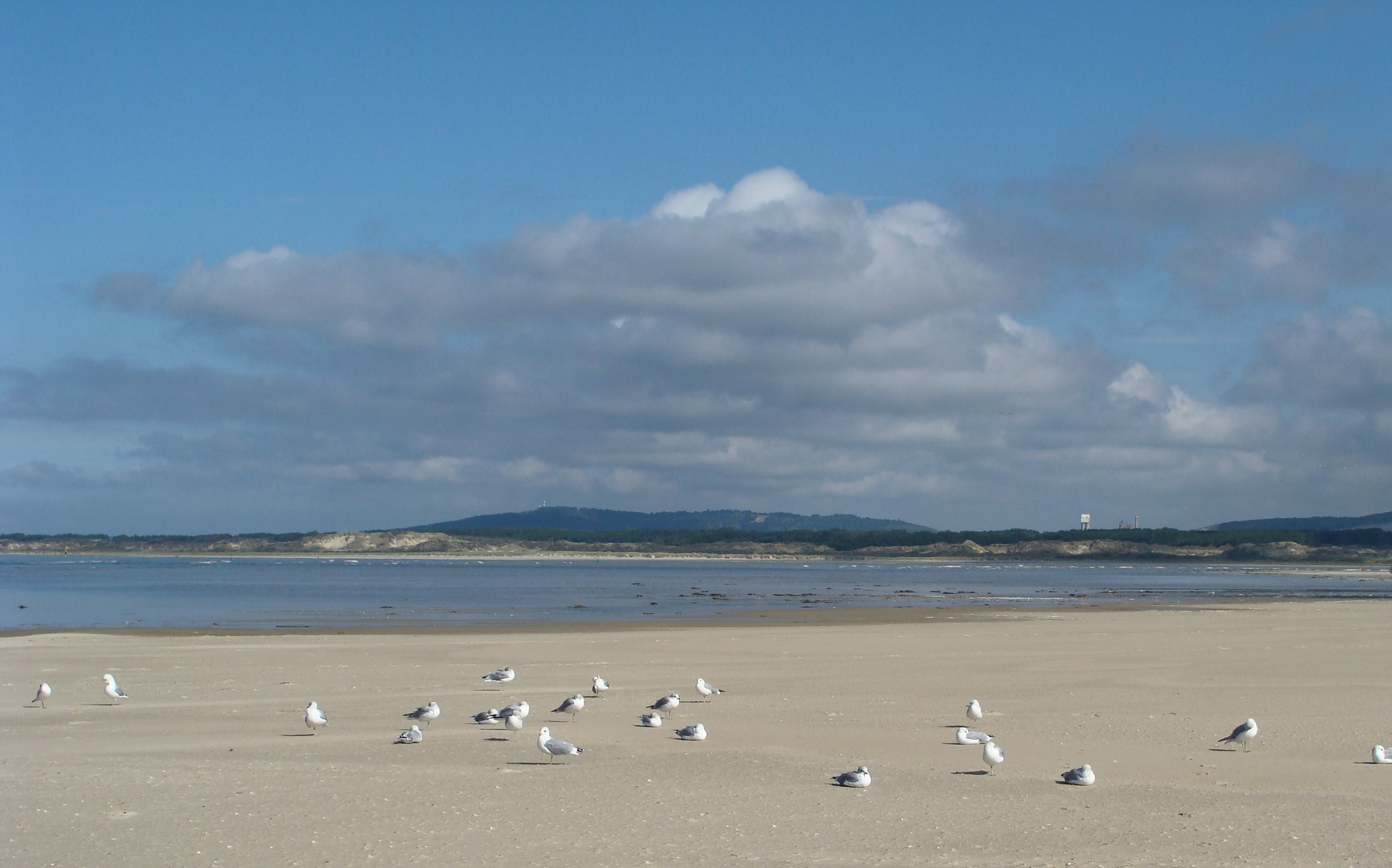
Weite Sandstrände bei Camiers
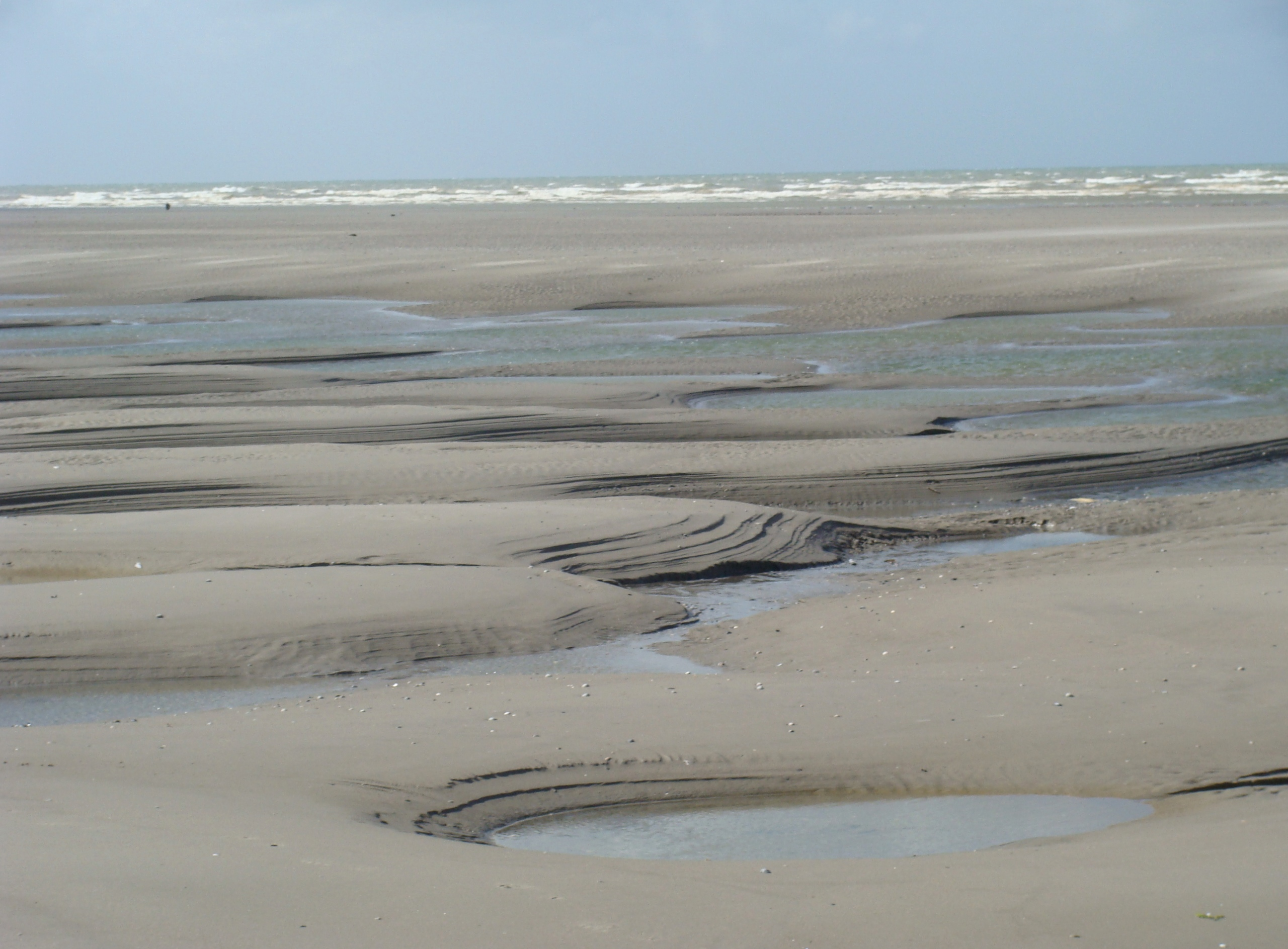
Strandtümpel bei Ebbe
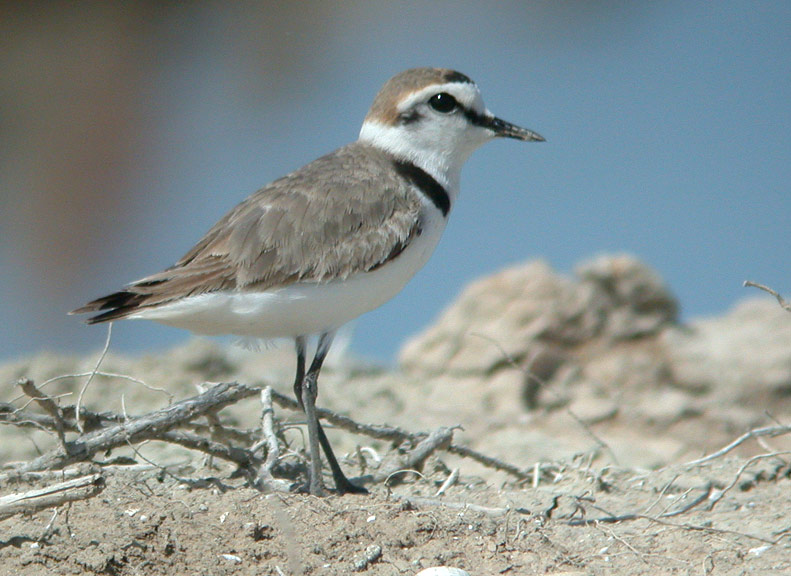
Seeregenpfeifer
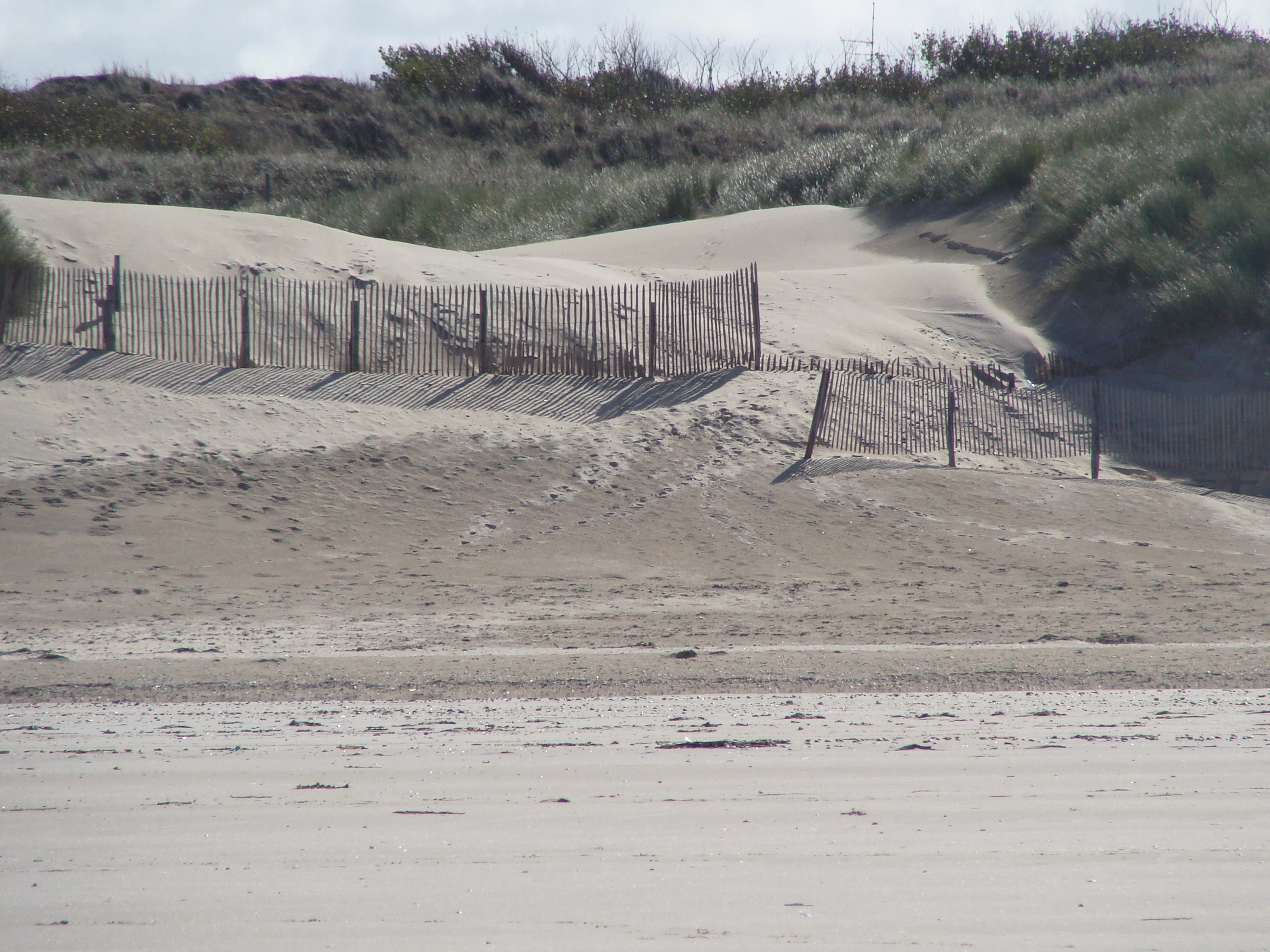
Sanddünen
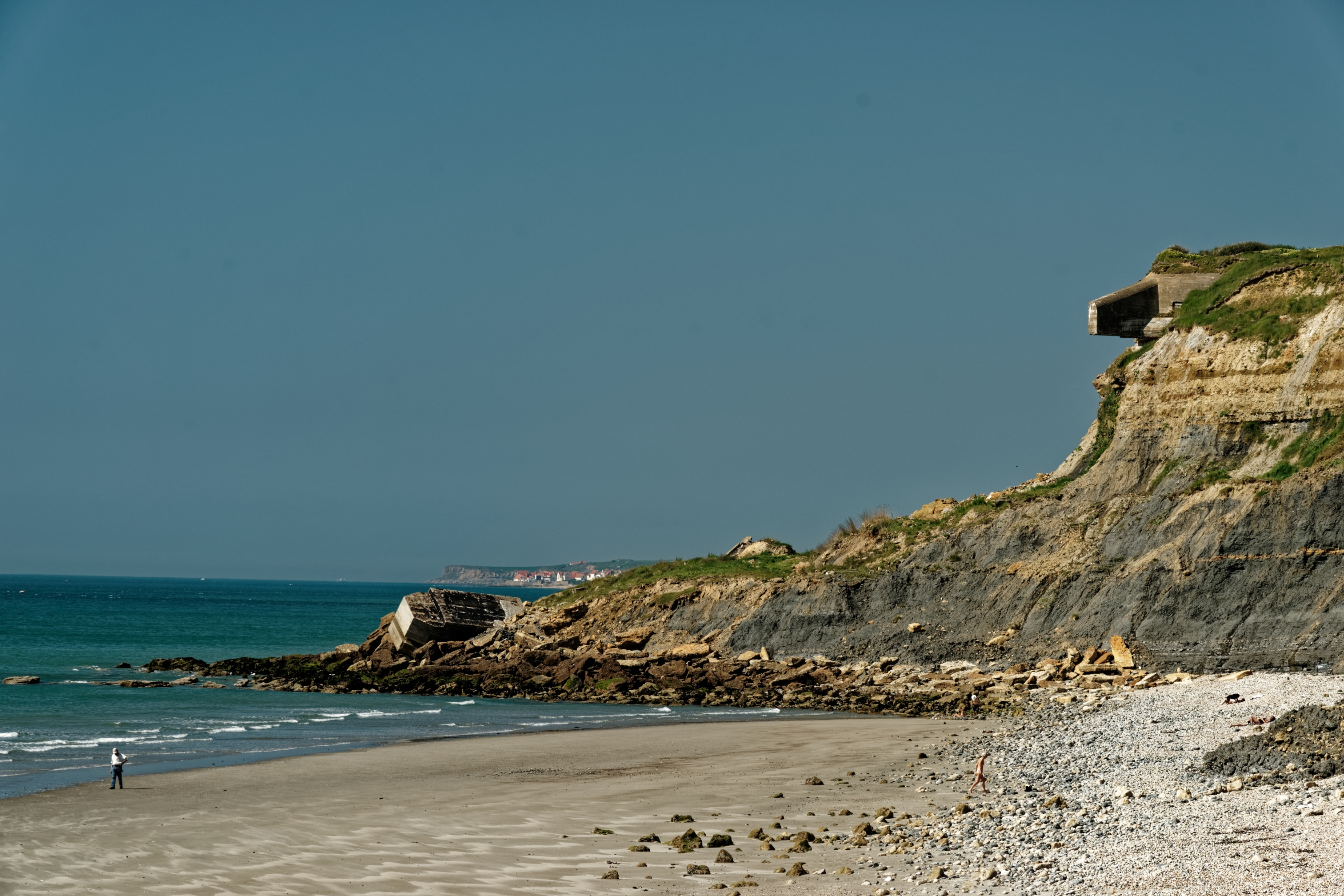
Klippe bei Wimereux in Auflösung, Bunker teilweise abgestürzt
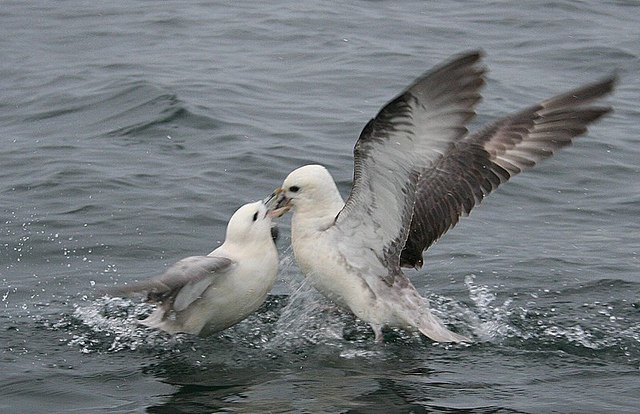
Eissturmvogel bei der Fütterung des Jungvogels
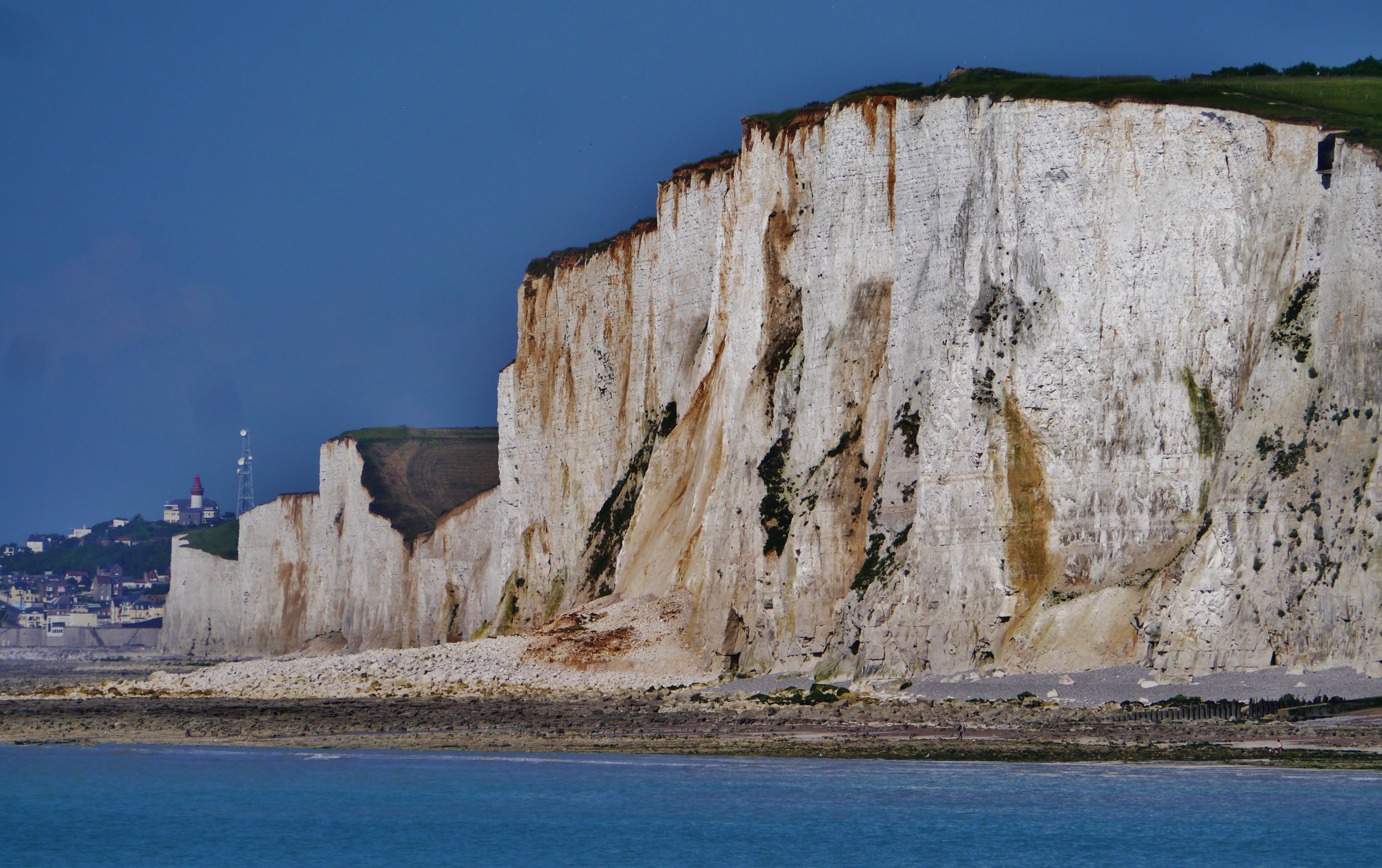
Kreideklippe bei Mers-les-Bains
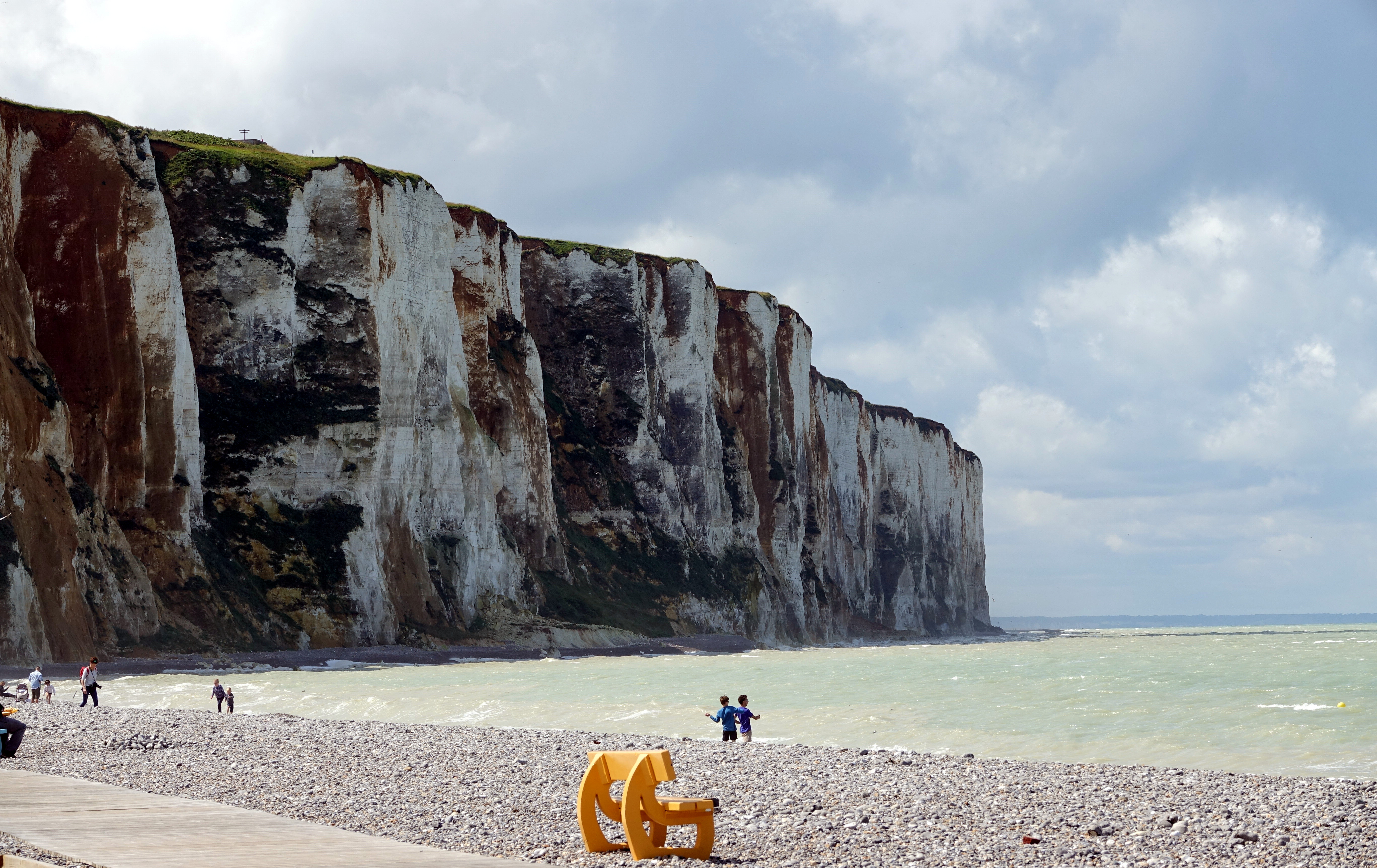
Kreideklippen bei Le Tréport, am Südende des Parks

### Die Ästuare
Unter einem Ästuar versteht man die Mündung eines Flusses, die bereits von den Gezeiten beeinflusst wird. In diesem Umfeld vermischt sich das von den Flüssen zugebrachte Süßwasser mit dem Meerwasser, das sich bei Flut stromaufwärts bewegt. Dadurch entstehen ganz spezielle Biotope, wie Sumpfgebiete, Salzwiesen sowie Schlick- und Sandbänke. Aufgrund dieser Gegebenheiten zählen Ästuare zu den Meeresgewässern. Diese Mündungsgebiete sind komplexe und hochproduktive Ökosysteme, die im Zusammenwirken von Fluss und Meer eine wesentliche Rolle im Lebenszyklus vieler Lebewesen spielen.
In den hier beschriebenen Meeresnaturpark münden folgende größeren Flüsse (von Nord nach Süd): Slack, Wimereux, Liane, Canche, Authie, Somme und Bresle, von denen lediglich Canche, Authie und Somme relevante Ästuare ausgebildet haben. Sie werden aber hier alle fälschlich als Meeresbuchten (fr.: Baie) bezeichnet.

#### Baie de la Canche
Die Canche mündet im Département Pas-de-Calais und beginnt bei der Stadt Étaples, die am rechten Ufer liegt, mit der Bildung ihres Ästuars, das nach etwa fünf Kilometer bei Le Touquet-Paris-Plage – am linken Ufer – die Küstenlinie erreicht. Am nördlichen Ufer befindet sich hier das Naturschutzgebiet Baie de la Canche (fr: Réserve naturelle nationale de la baie de Canche), von dem sich Teile am Festland befinden, andere in den Meeresnaturpark hineinragen. Die Baie de la Canche gilt aufgrund der Nähe von drei Großgemeinden (Étaples, Le Touquet, Montreuil-sur-Mer) und dem Flughafen Touquet-Côte d’Opale als ökologisch stärker belastet, als die anderen Ästuare. Auch Fischfang, Jagd und Sportausübung reduzieren die natürliche Entwicklung des Gebietes.

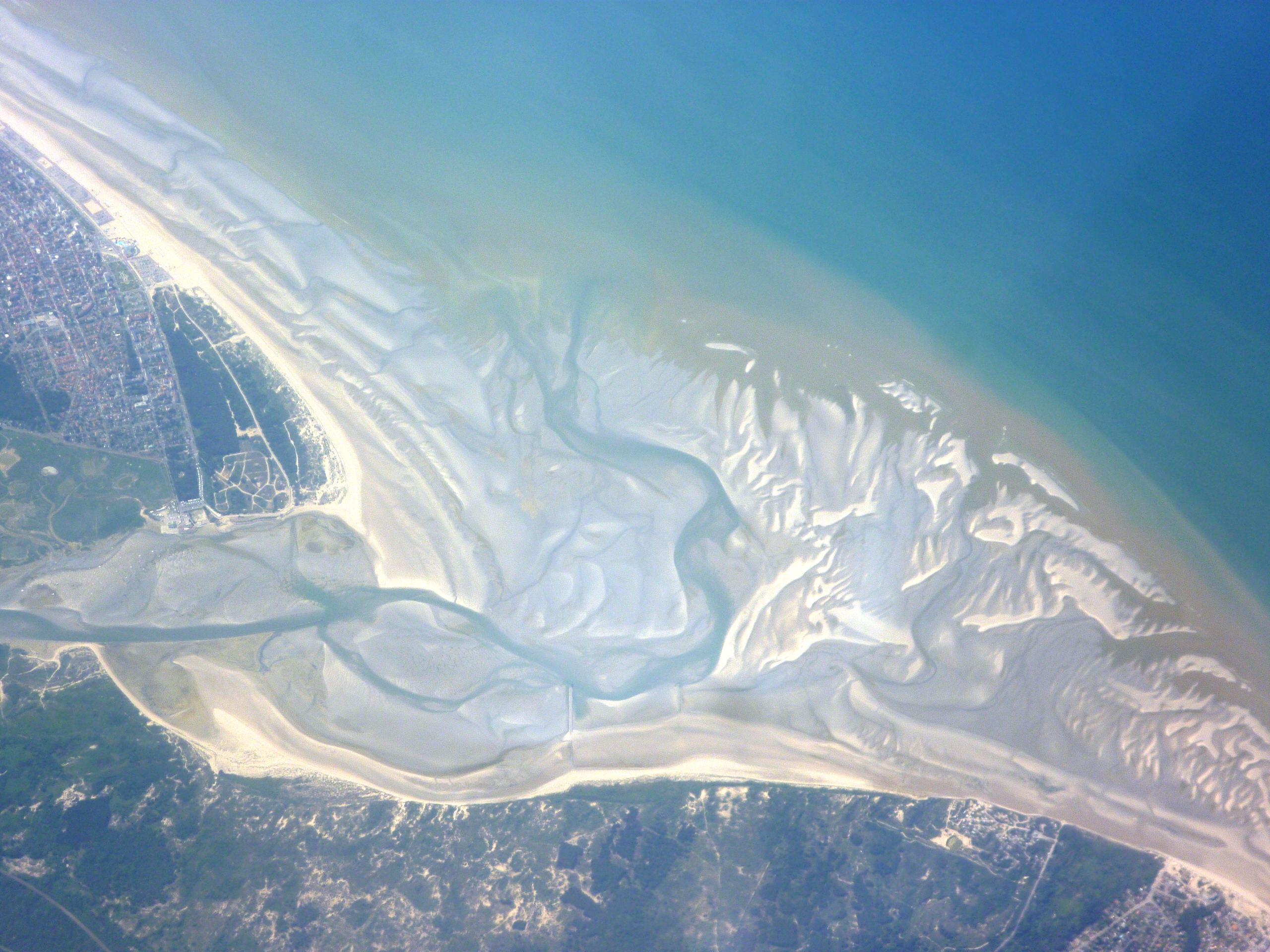
Luftaufnahme des Ästuars
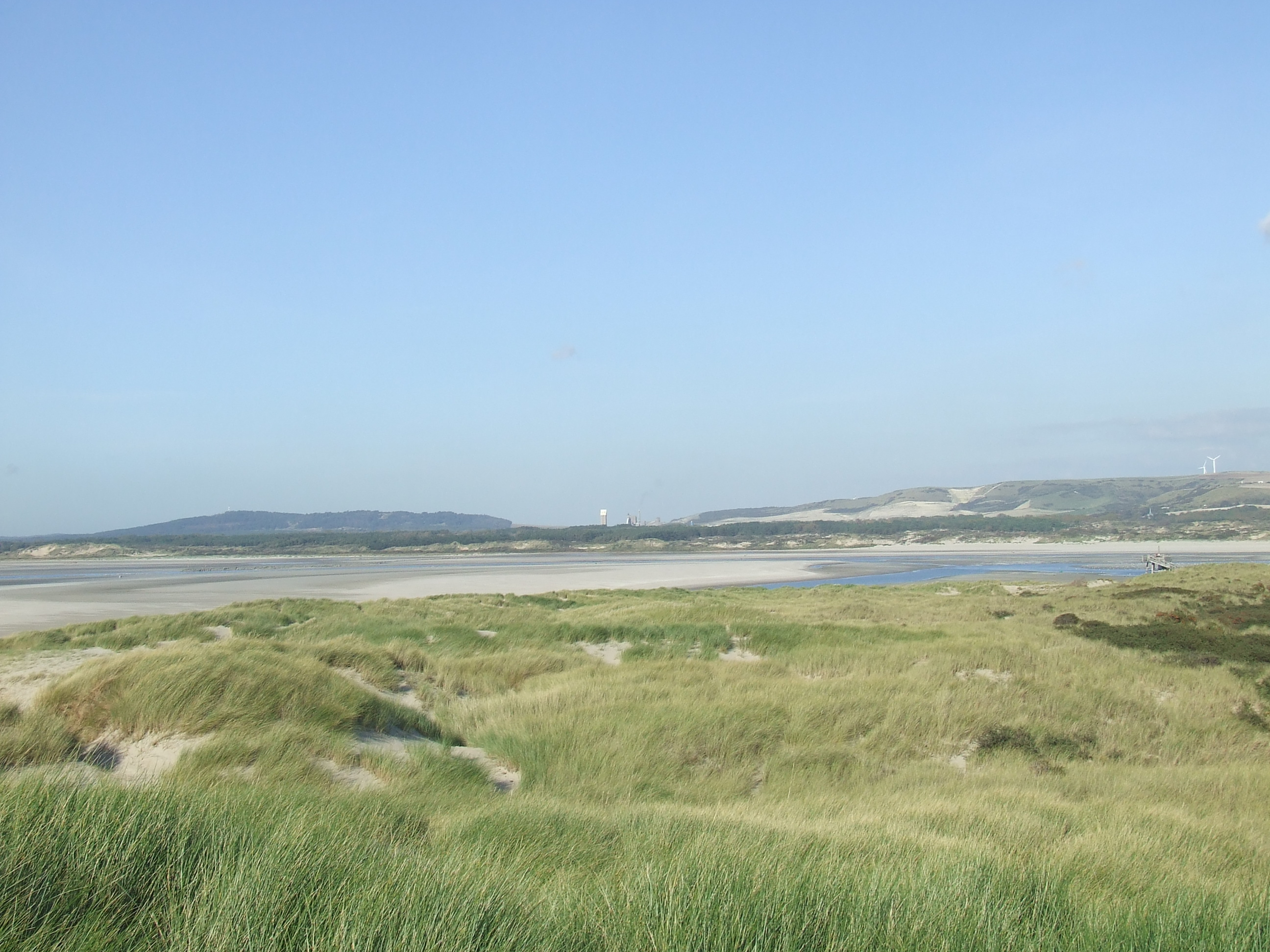
Blick von Le Touquet über das Ästuar
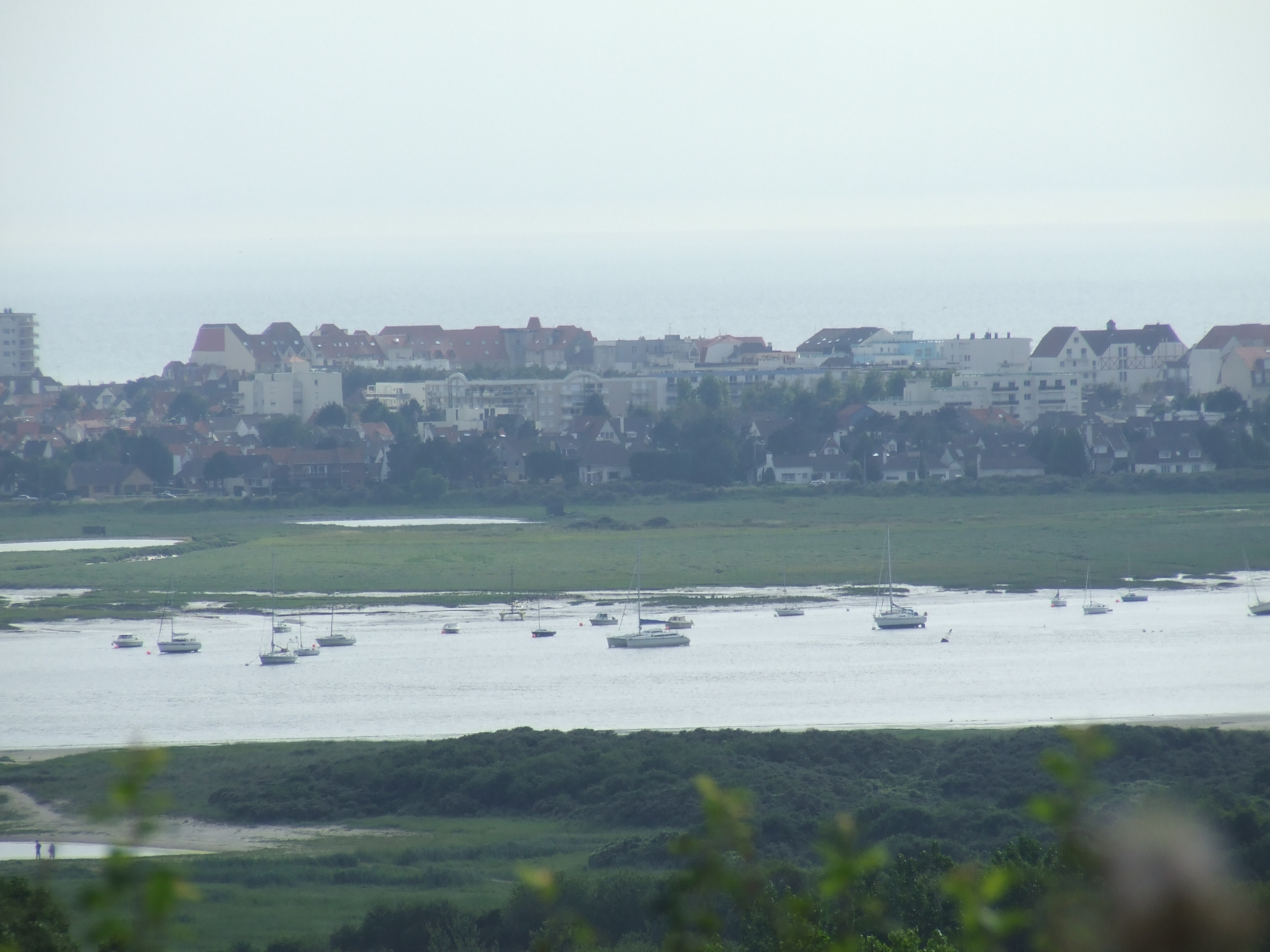
Blick über das Ästuar auf Le Touquet
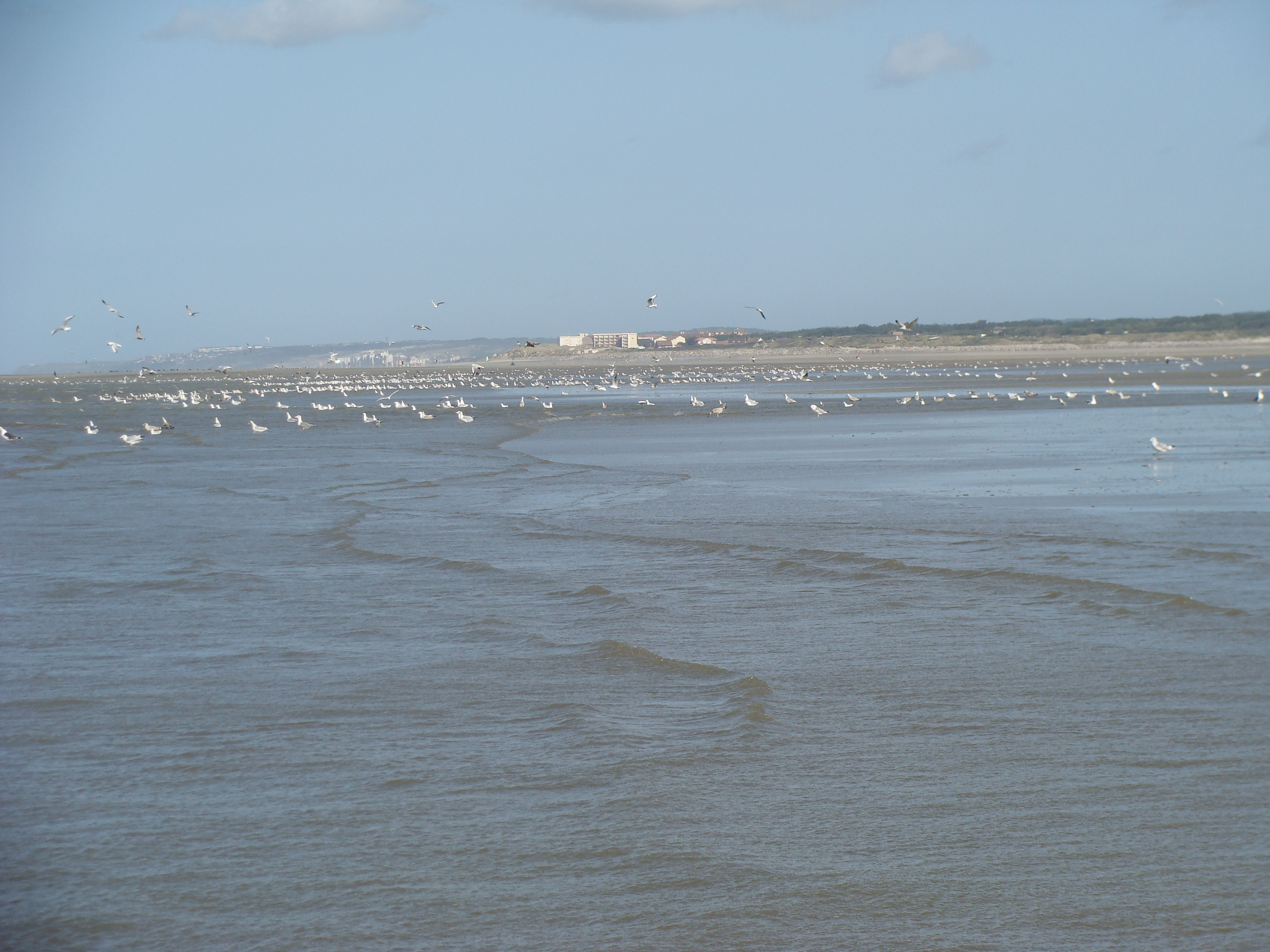
Die Mündung bei aufsteigender Flut
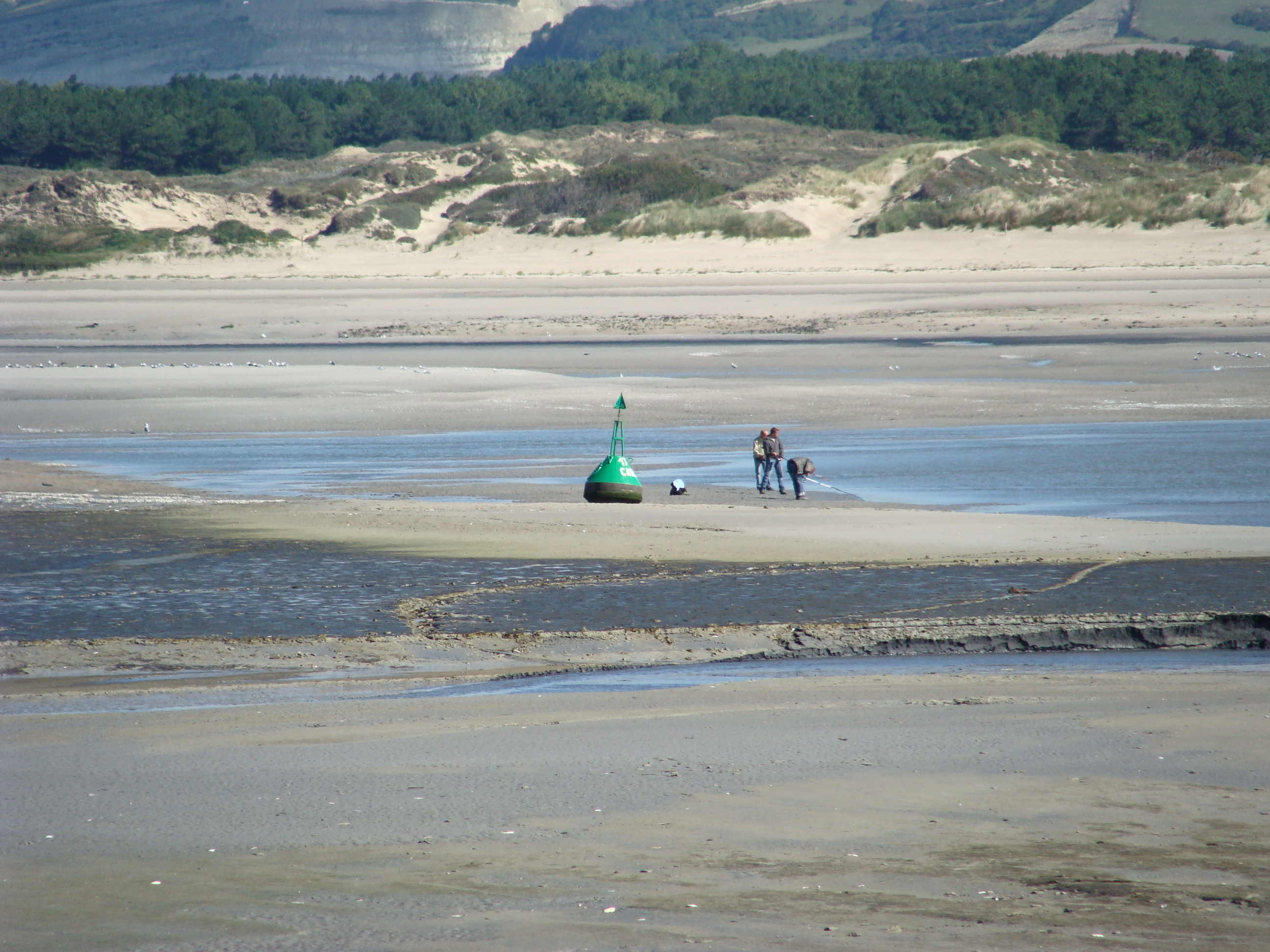
Fischversuche bei Niedrigwasser
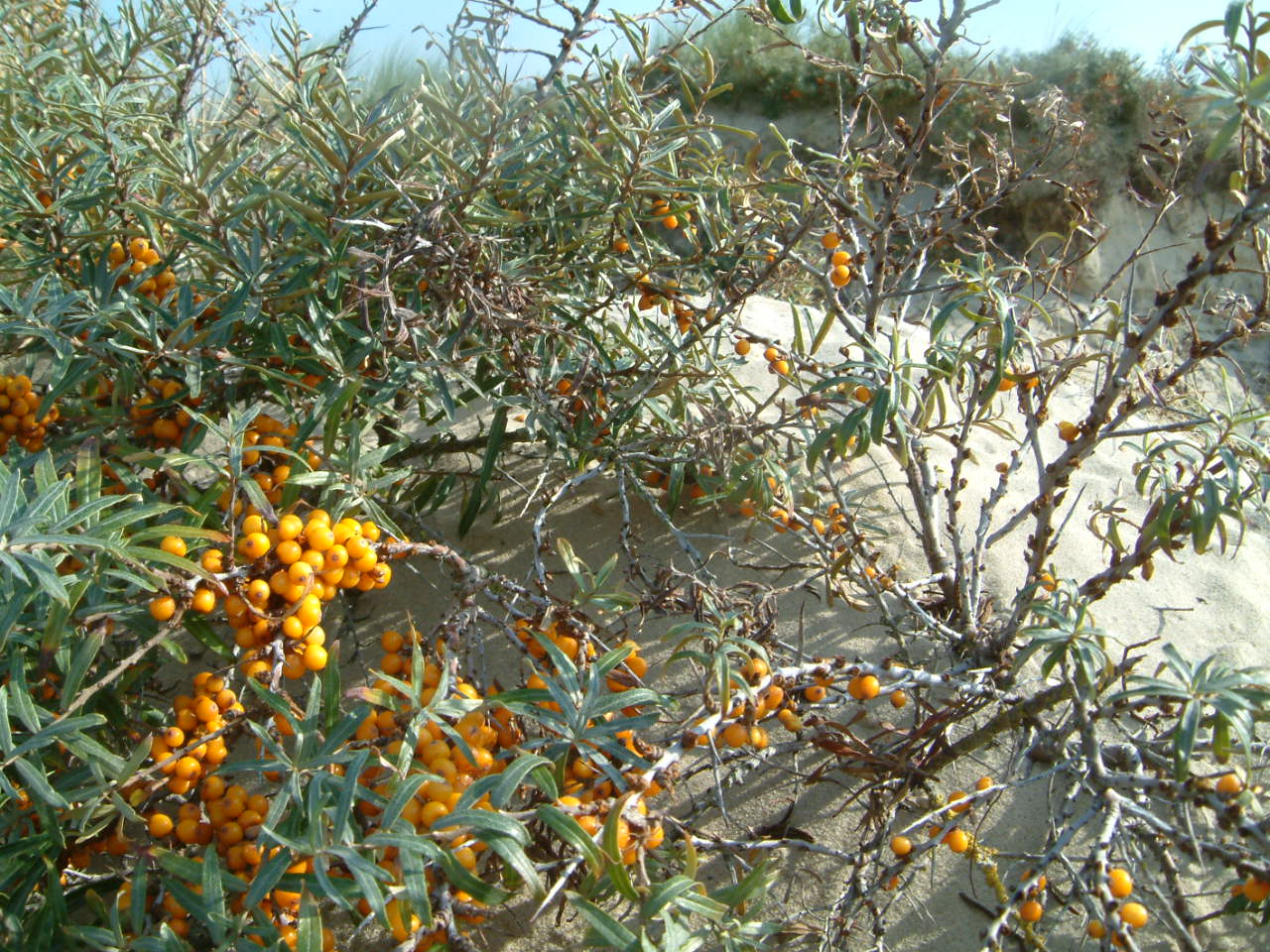
Sanddorn in den Dünen
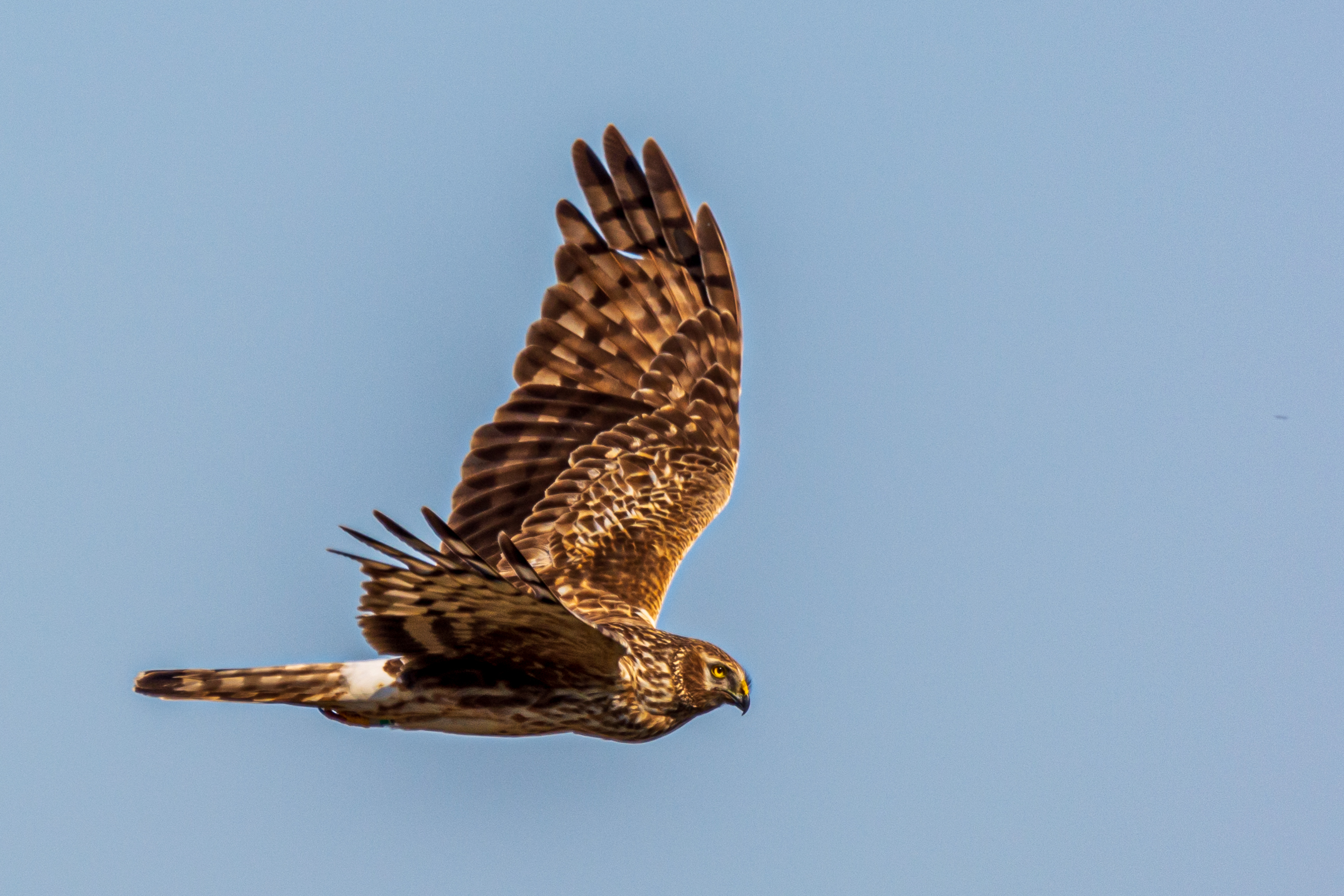
Kornweihe
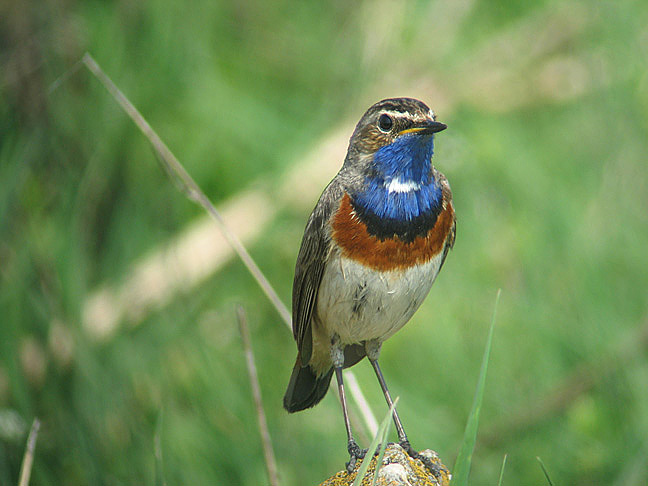
Blaukehlchen
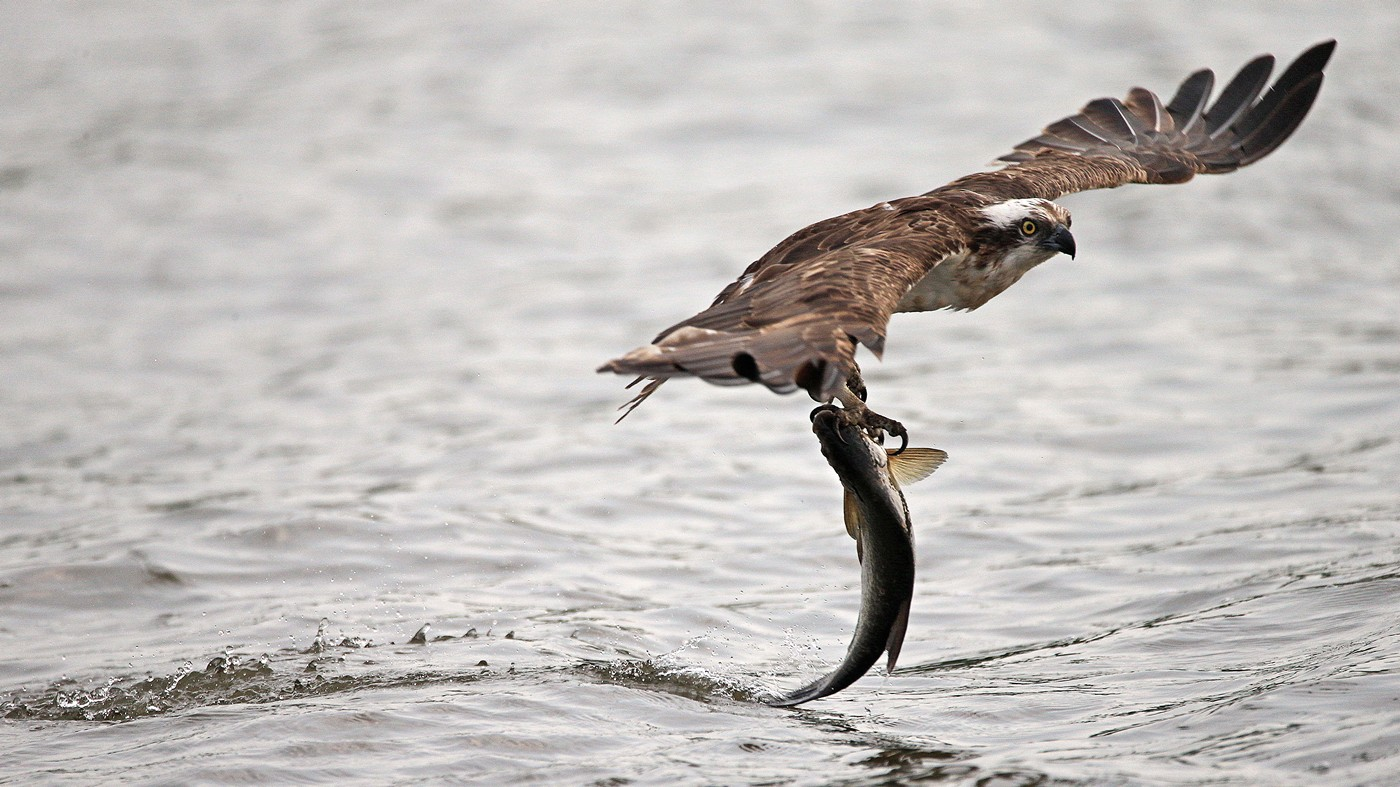
Seeadler mit Beute
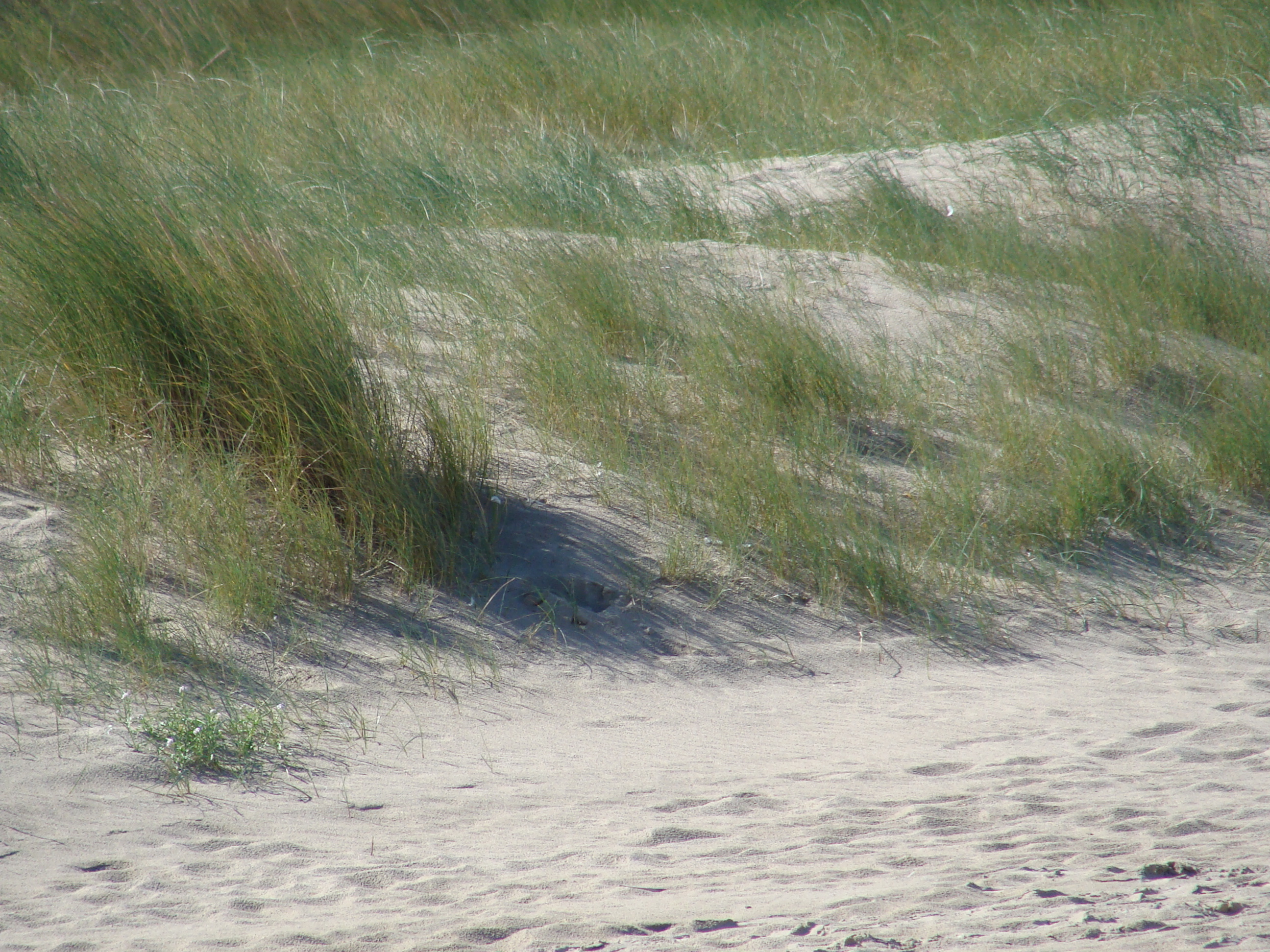
Strandhafer zur Dünenbefestigung
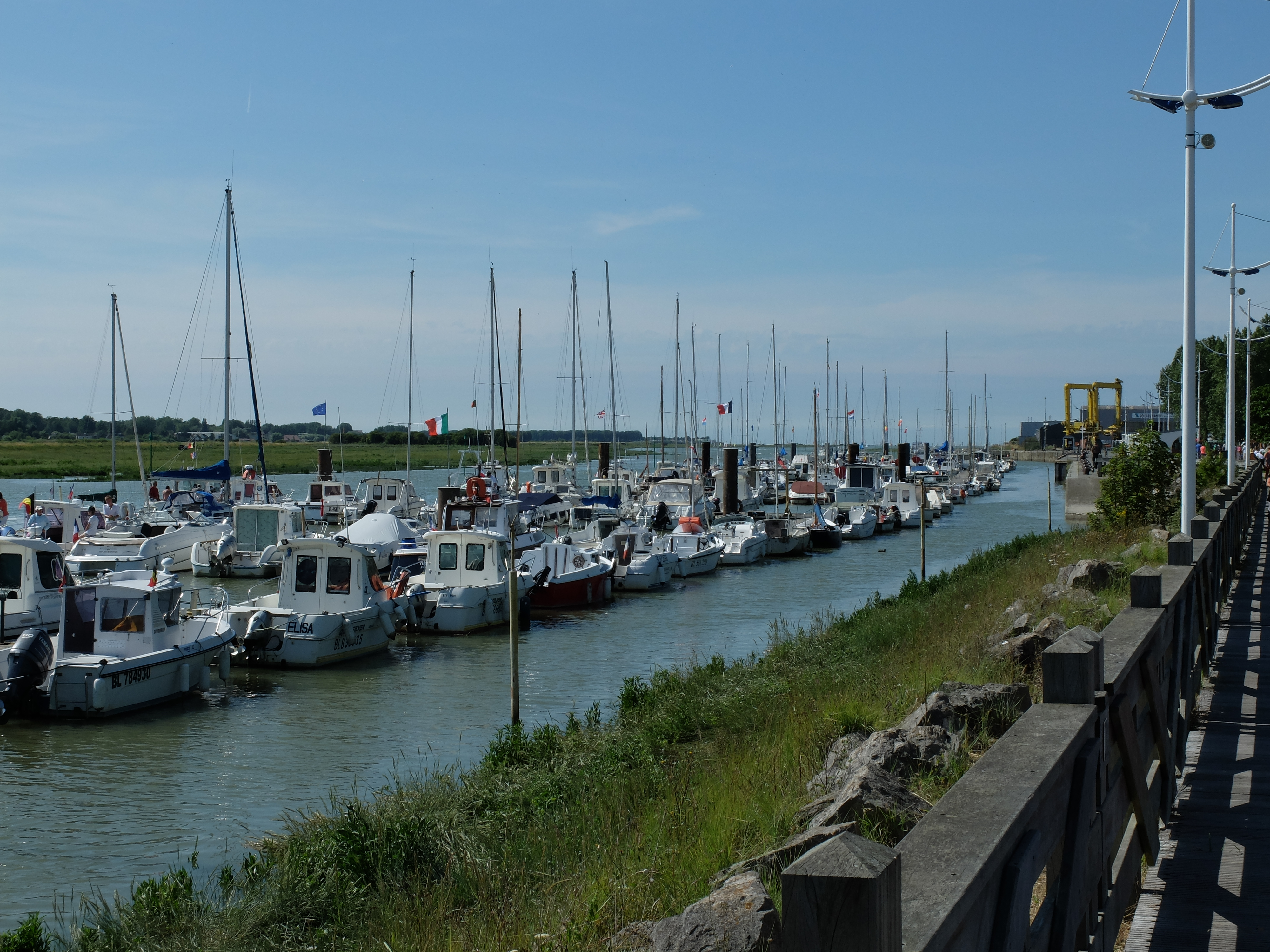
Der Hafen von Étaples
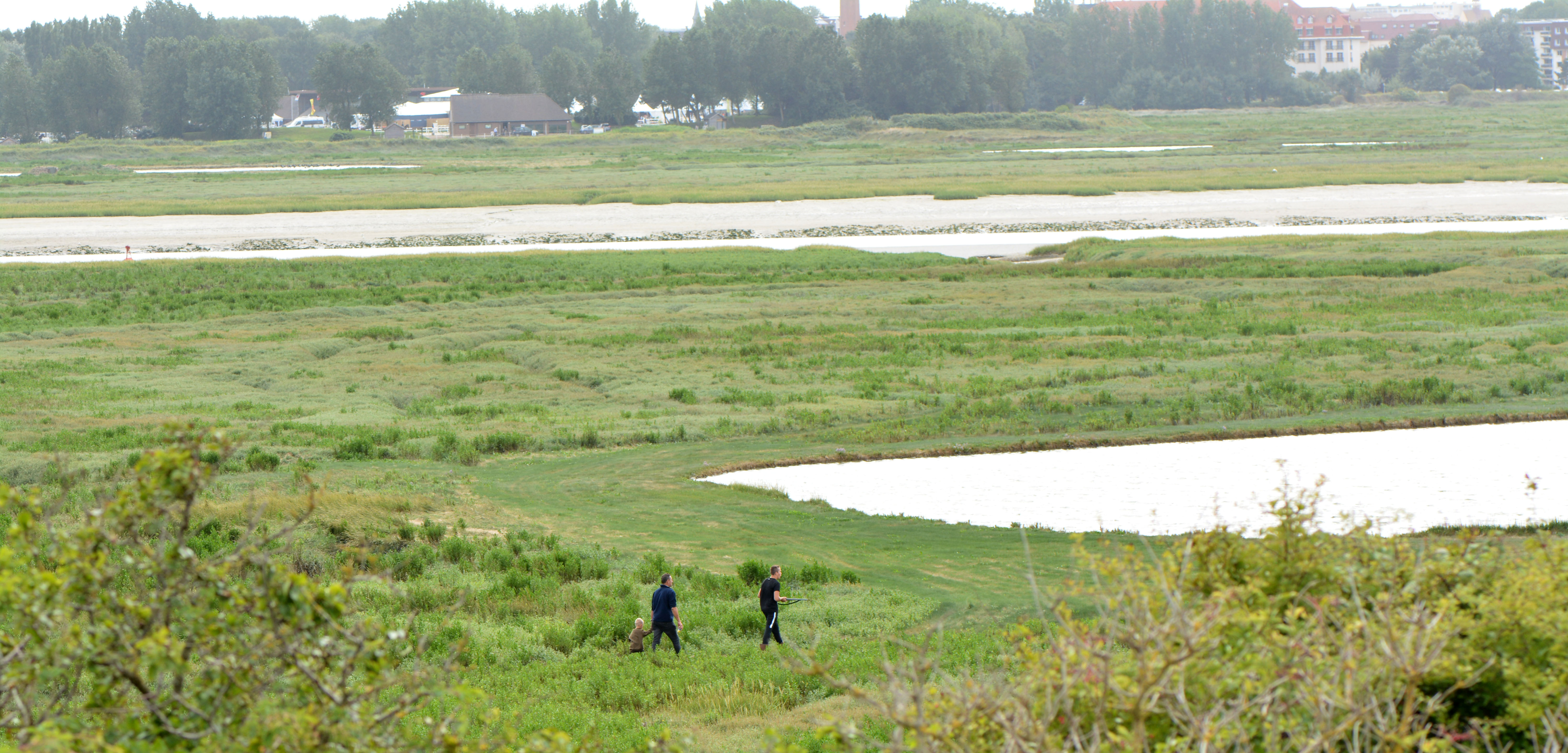
Jagd im Naturschutzgebiet
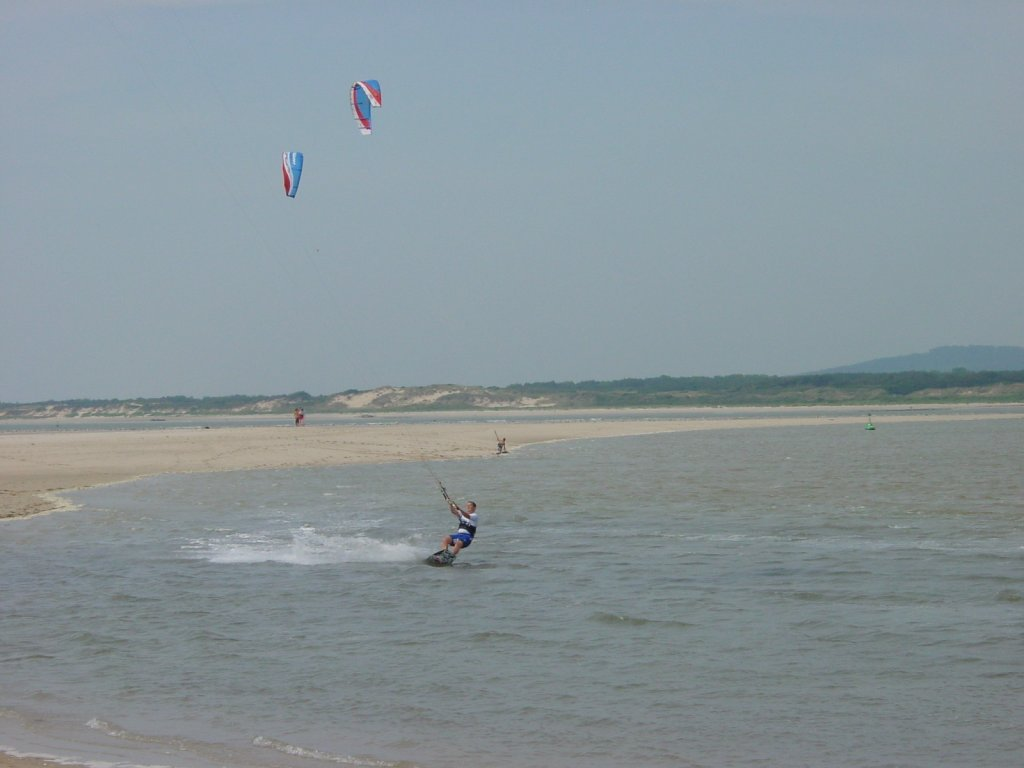
Kitesurfen im Ästuar
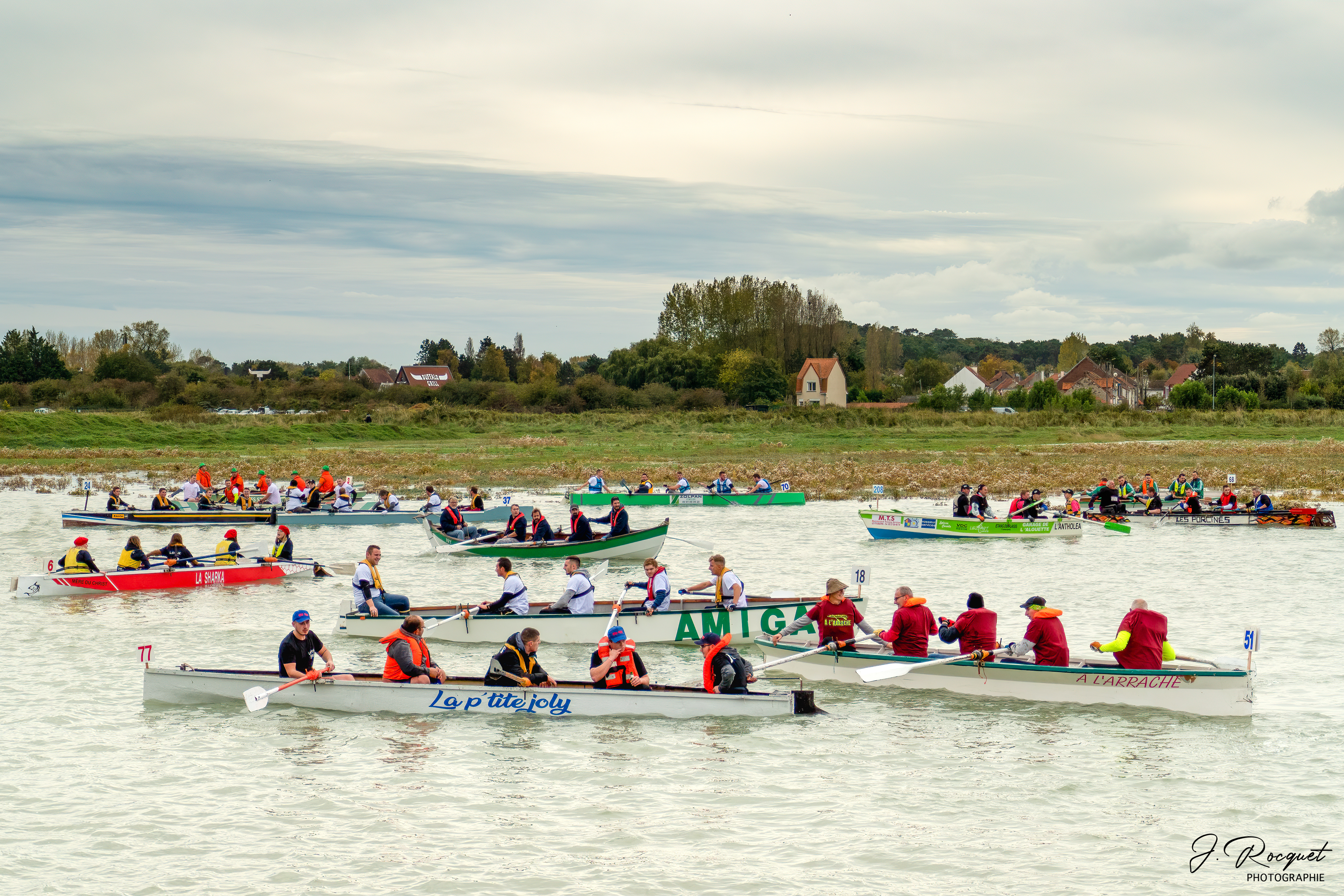
Ruder-Sport im Naturpark
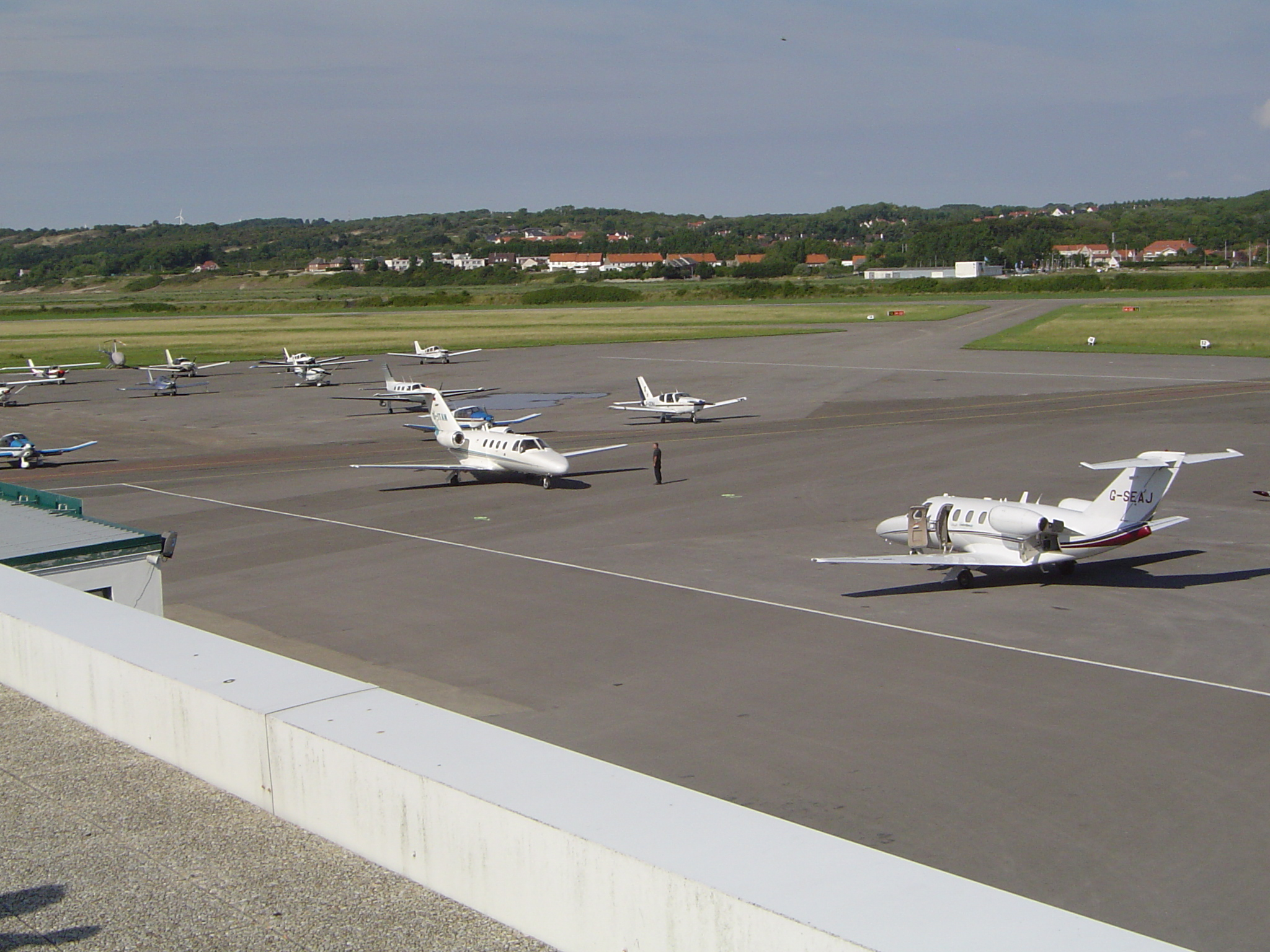
Flugplatz Le Touquet-Côte d’Opale

#### Baie de l’Authie
Der Authie mündet an der Grenze zwischen den Départements Pas-de-Calais und Somme. Er beginnt im südwestlichen Gemeindegebiet von Conchil-le-Temple mit der Bildung seines Ästuars, welches den Ort Groffliers passiert und nach etwa acht Kilometern zwischen Berck, am rechten (nördlichen) Ufer, und Fort-Mahon-Plage am linken (südlichen) Ufer die Küstenlinie erreicht. 

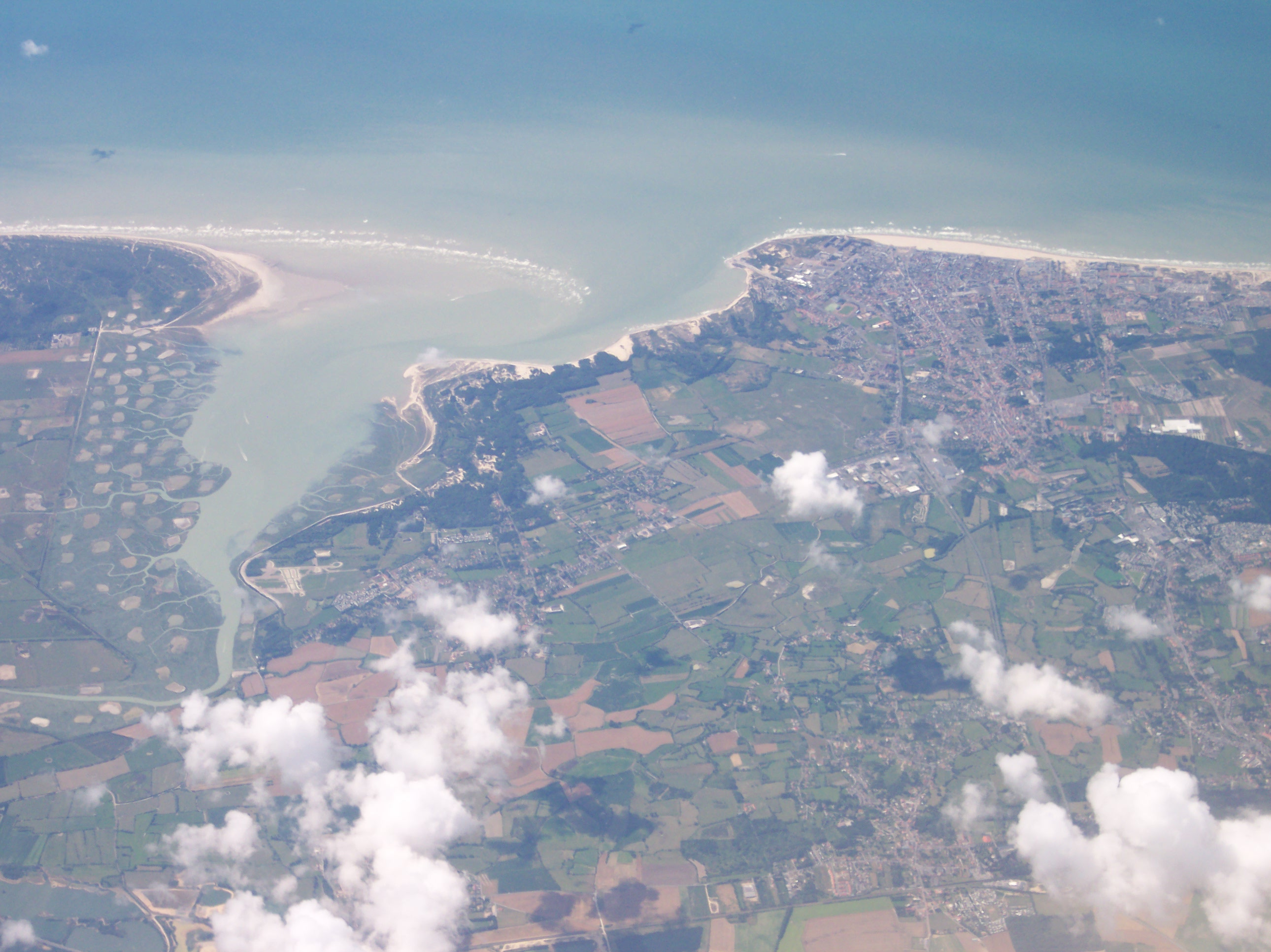
Luftaufnahme des Ästuars
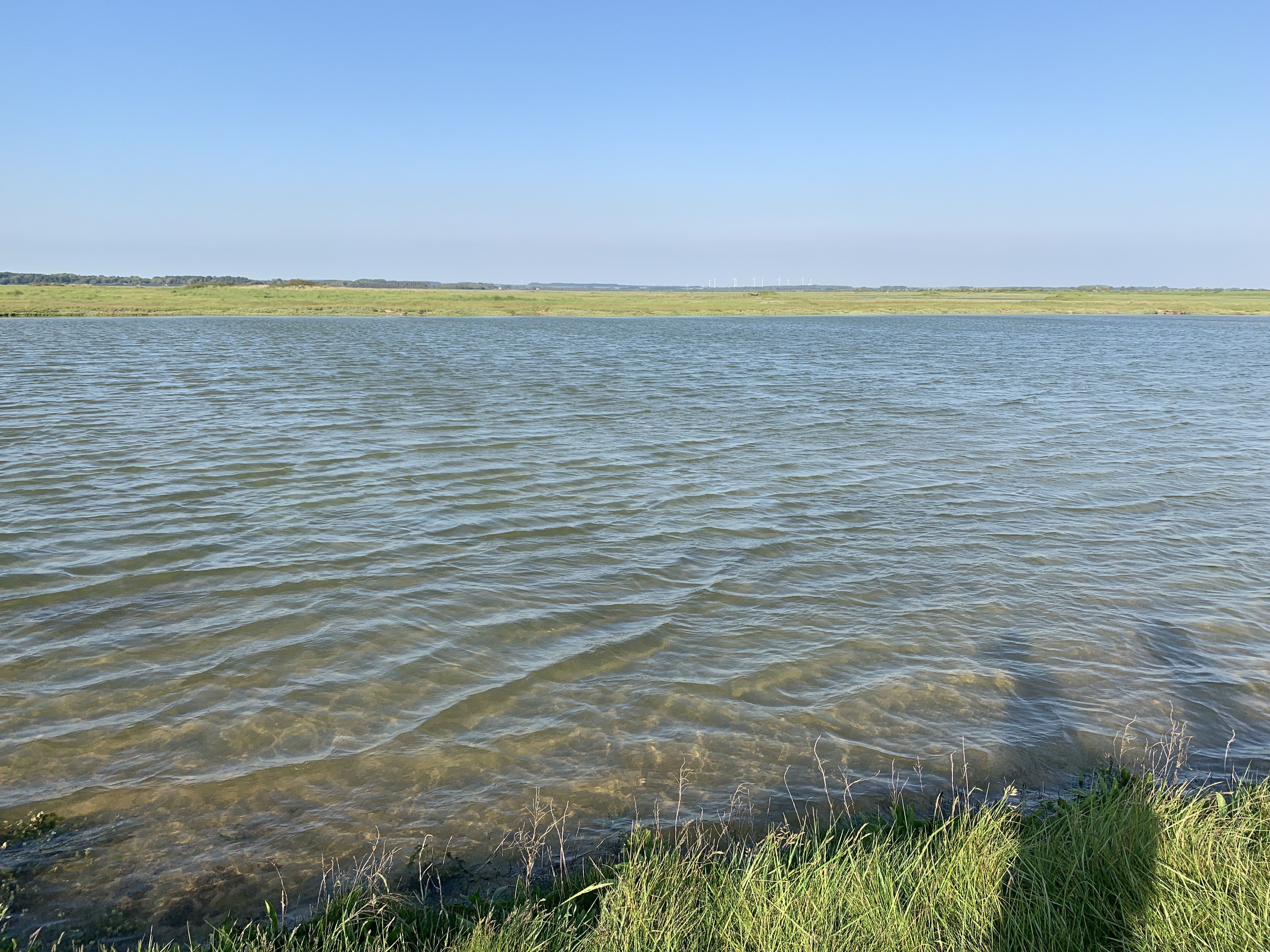
Das Ästuar bei Fort-Mahon-Plage
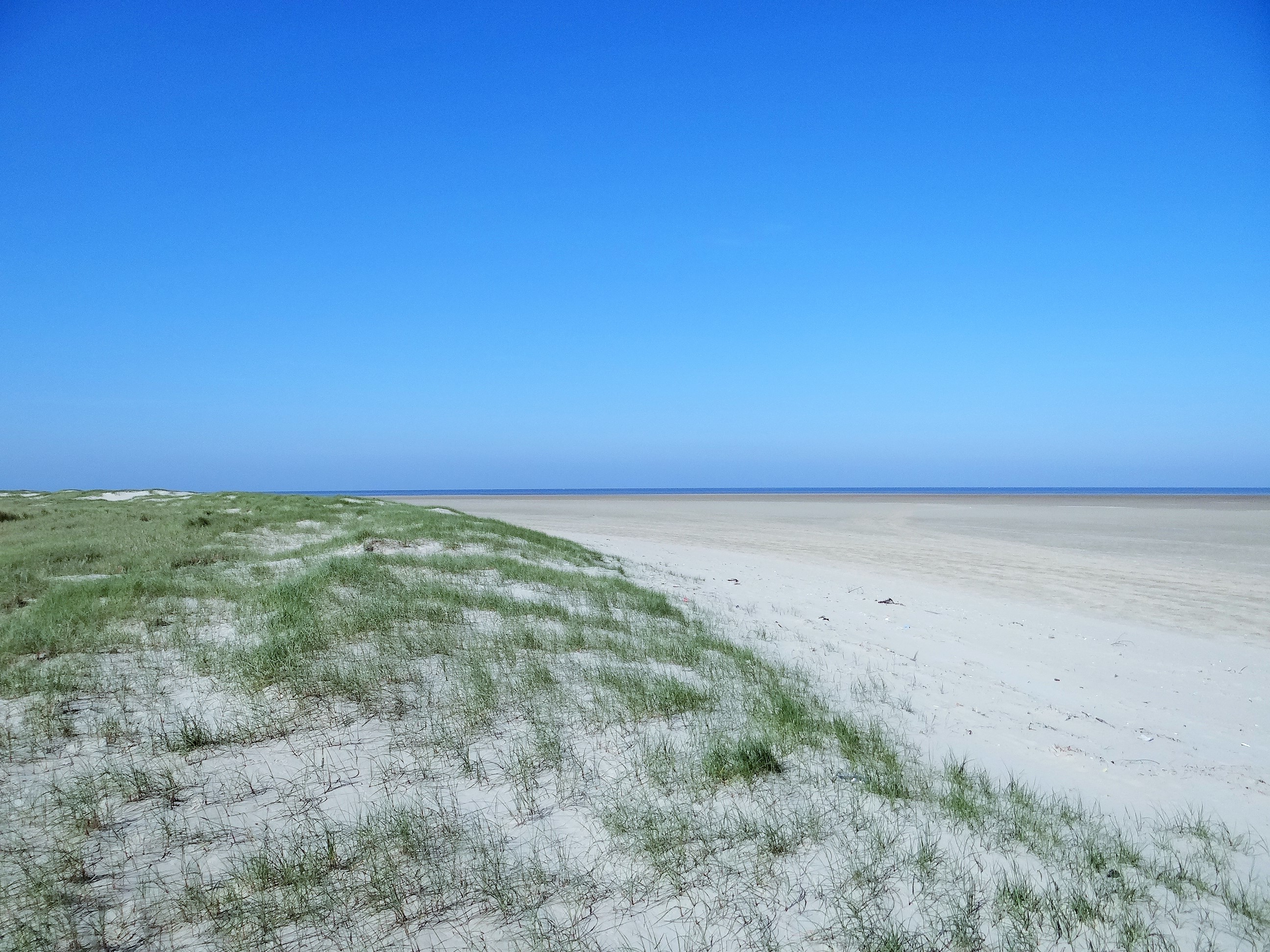
Sand und Dünen am Meer
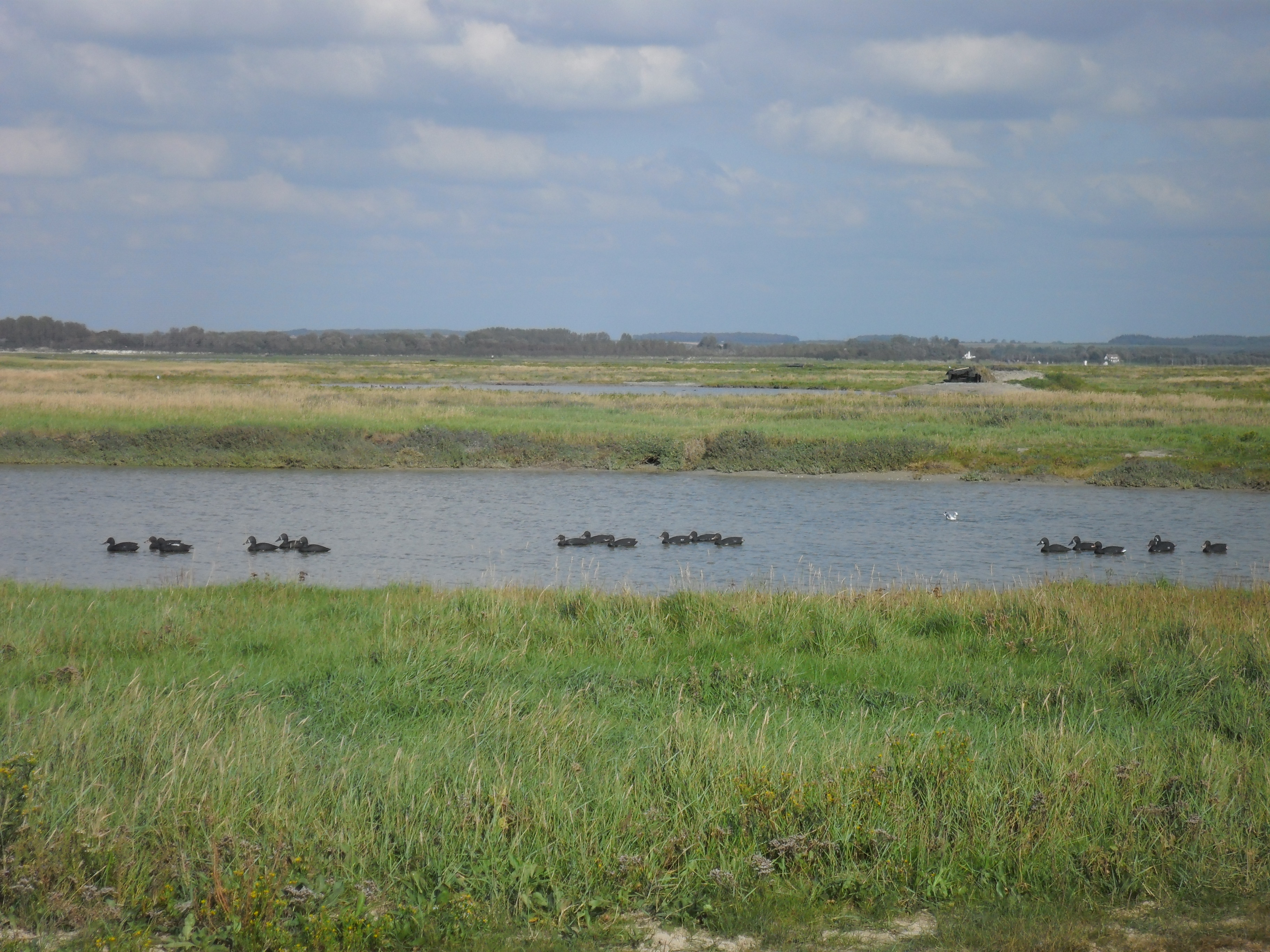
Tümpel mit Enten im Sumpfland
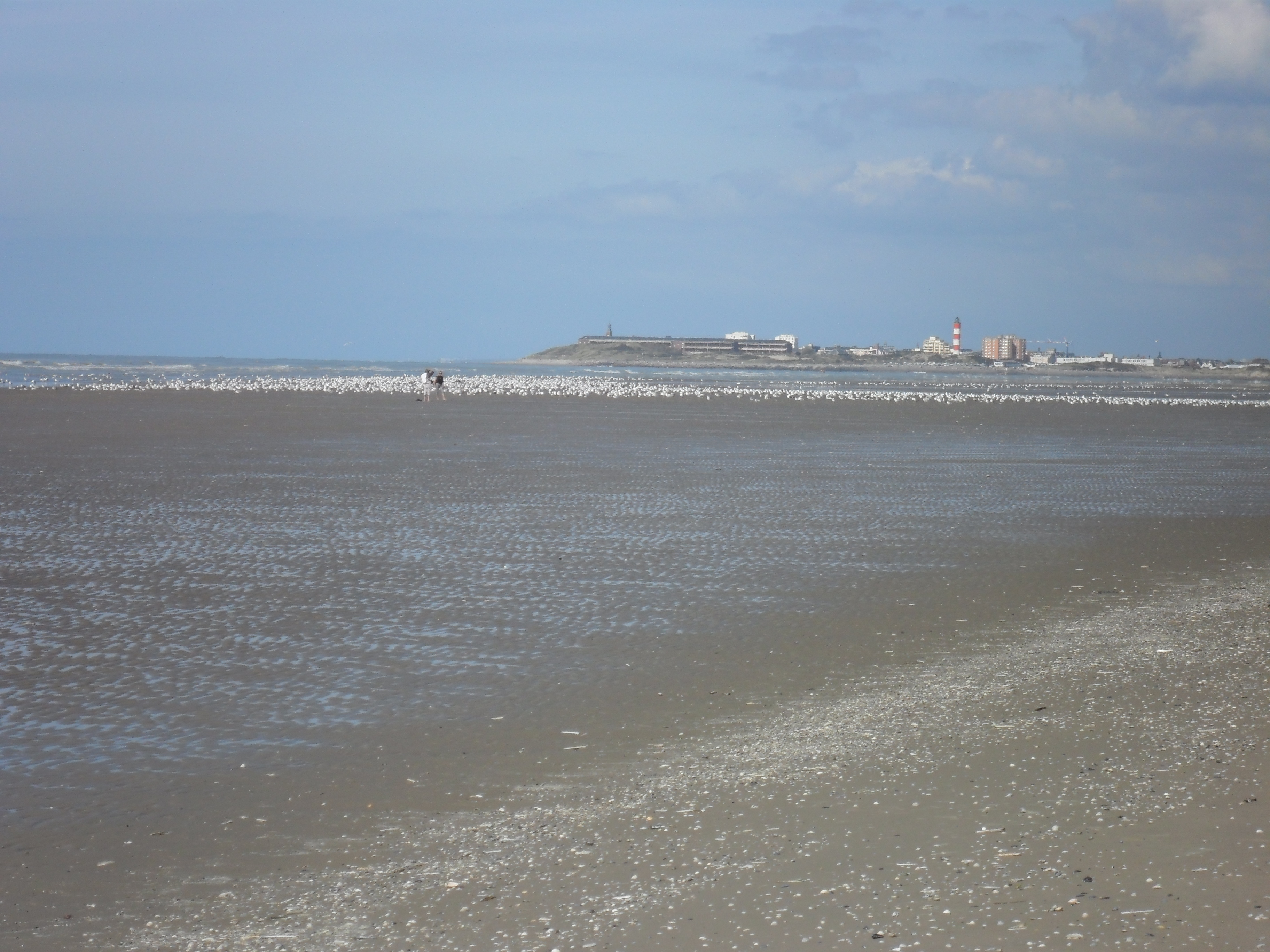
Blick über das Ästuar nach Berck
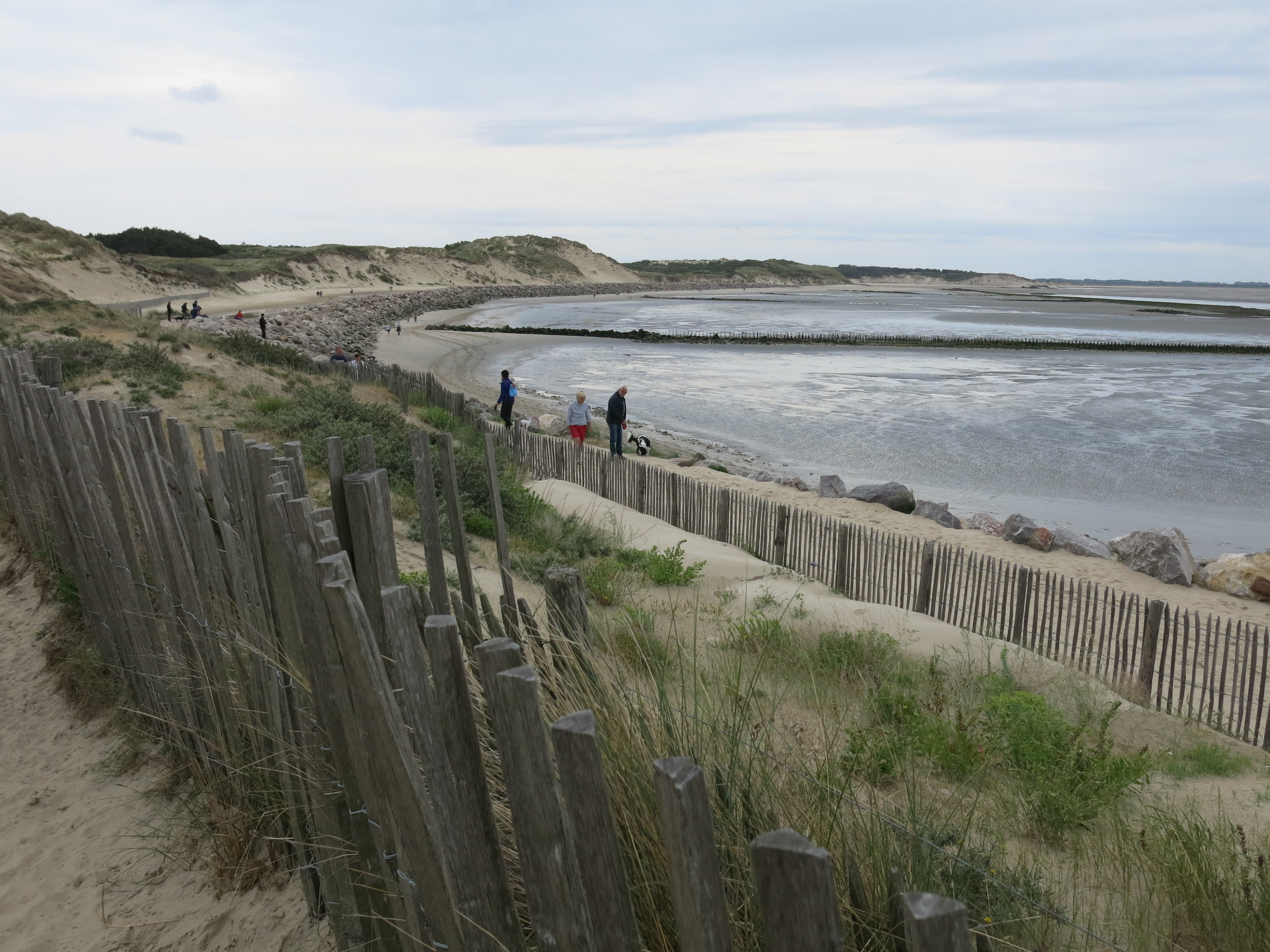
Das Ästuar bei Berck
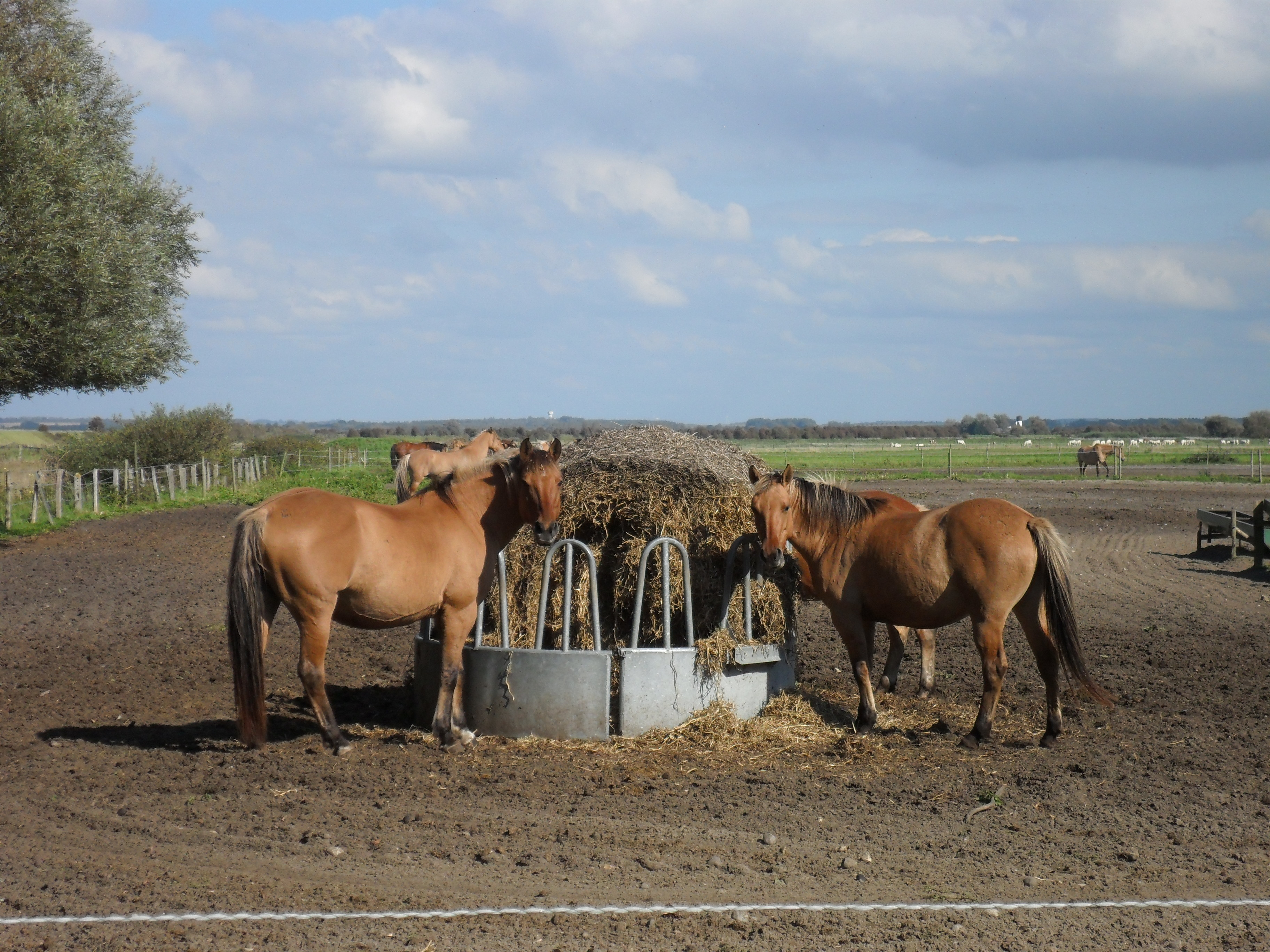
Zucht von Henson-Pferden
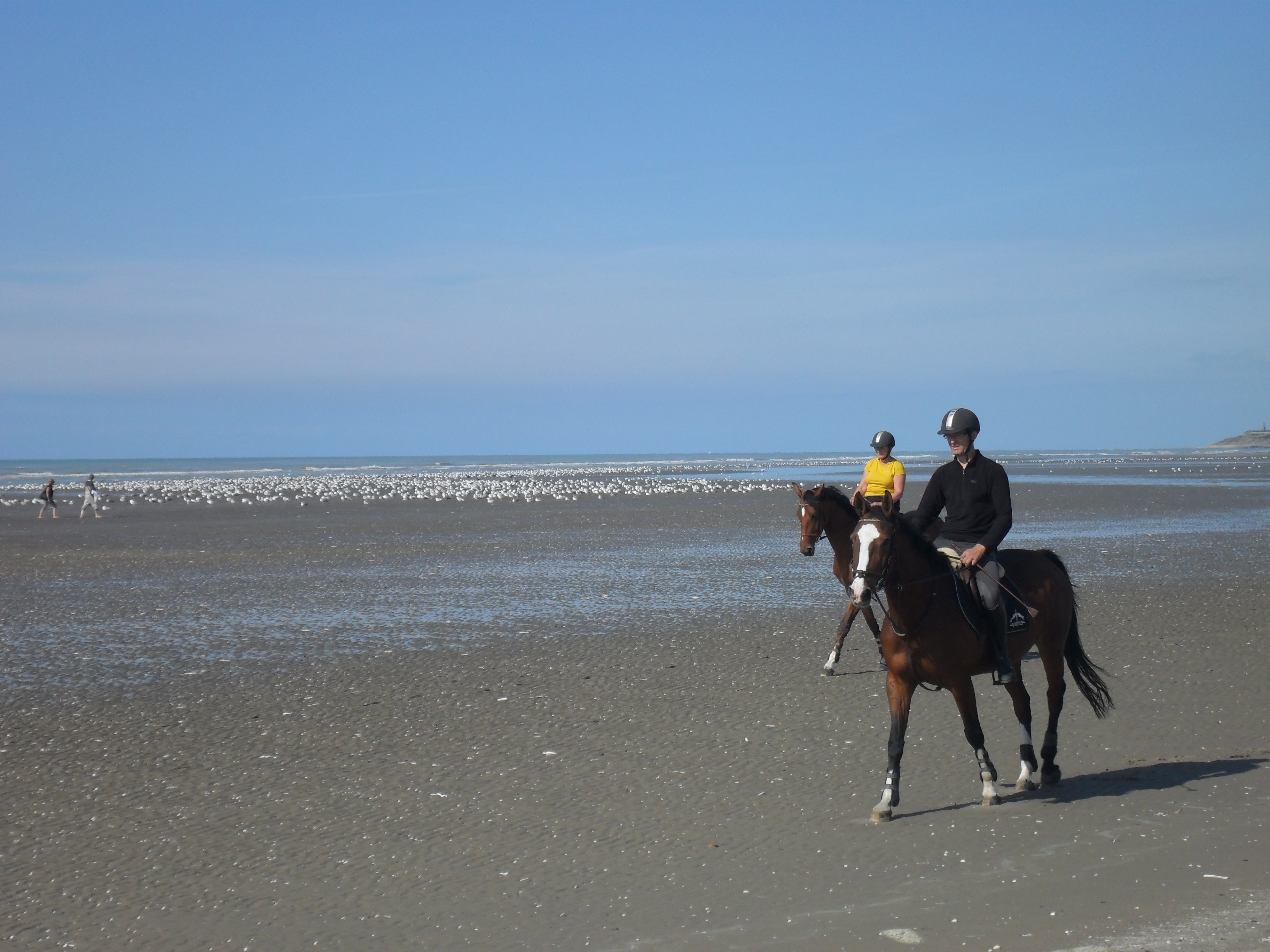
Strandreiter
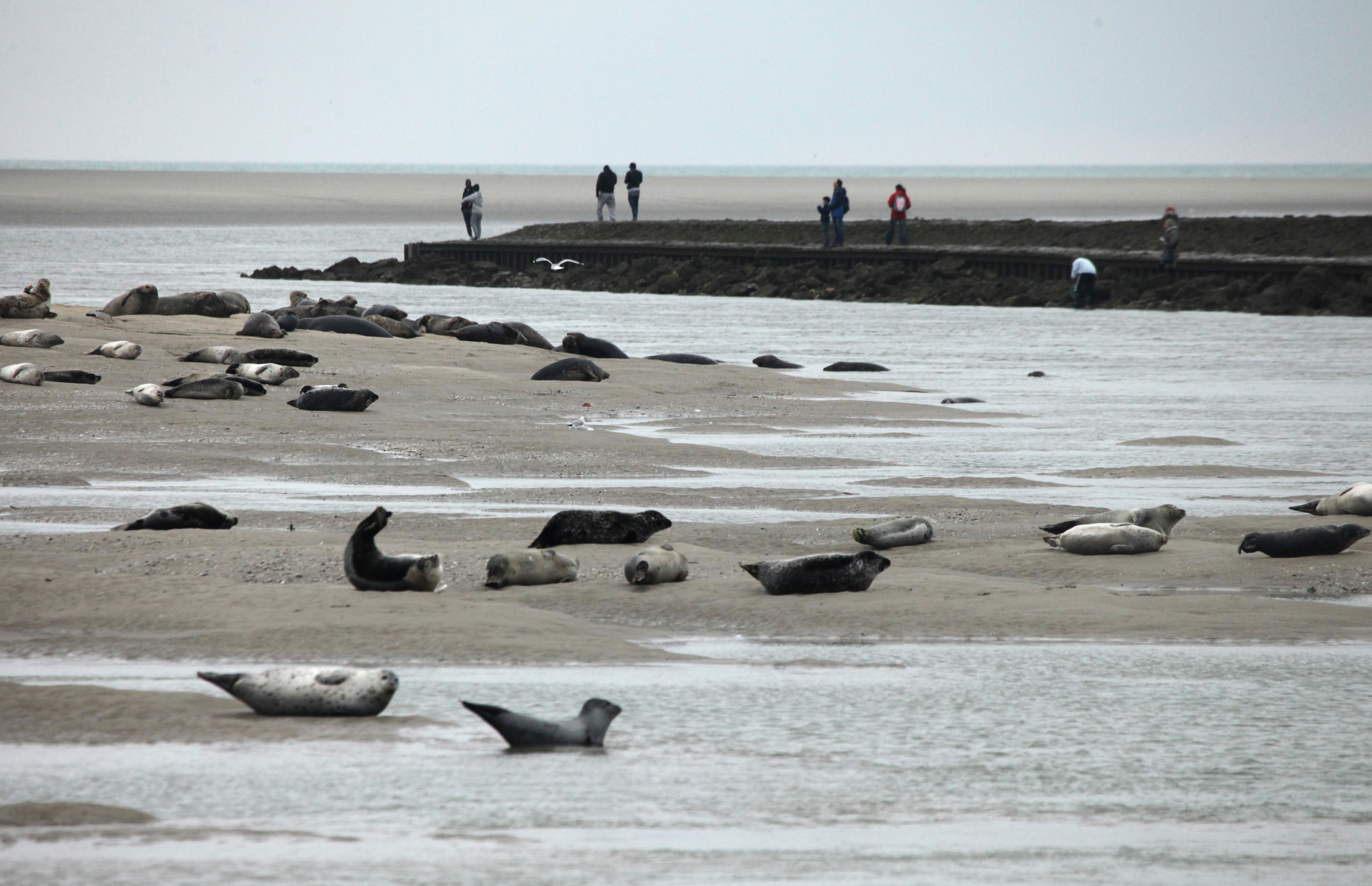
Seehundekolonie
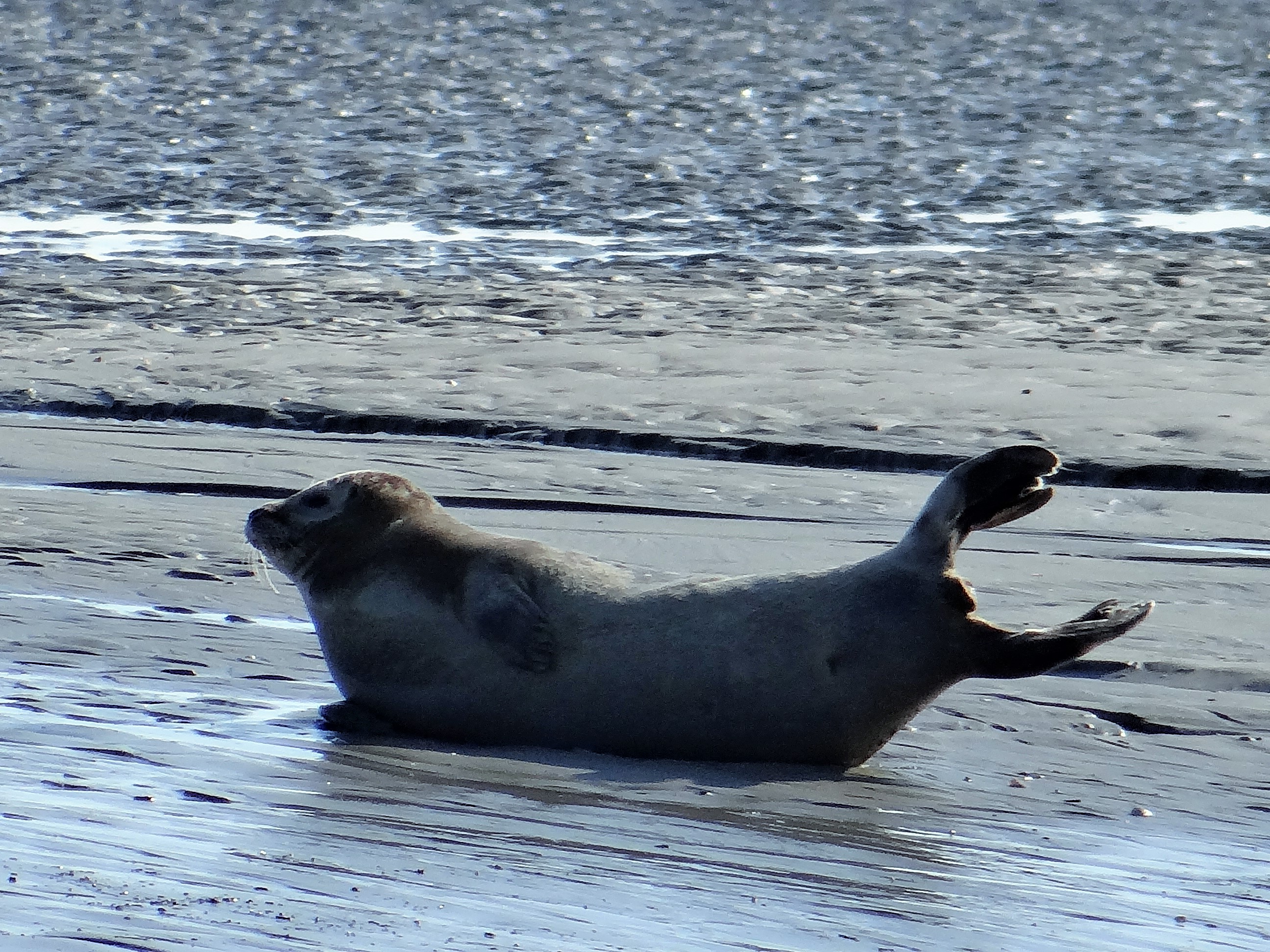
Seehund

#### Baie de la Somme
Die Somme mündet im gleichnamigen Département Somme und beginnt auf der Höhe von Noyelles-sur-Mer, das am rechten Flussufer liegt, mit der Bildung ihres Ästuars. Dieses passiert Saint-Valery-sur-Somme am linken und Le Crotoy am rechten Ufer und erreicht nach einer Gesamtlänge von etwa 15 Kilometer die Küstenlinie. Am nördlichen Ufer befindet sich hier das Naturschutzgebiet Baie de la Somme (fr: Réserve naturelle nationale de la baie de Somme), von dem sich Teile am Festland befinden, andere in den Meeresnaturpark hineinragen. Das Ästuar grenzt landseitig an den Regionalen Naturpark Baie de Somme Picardie Maritime.

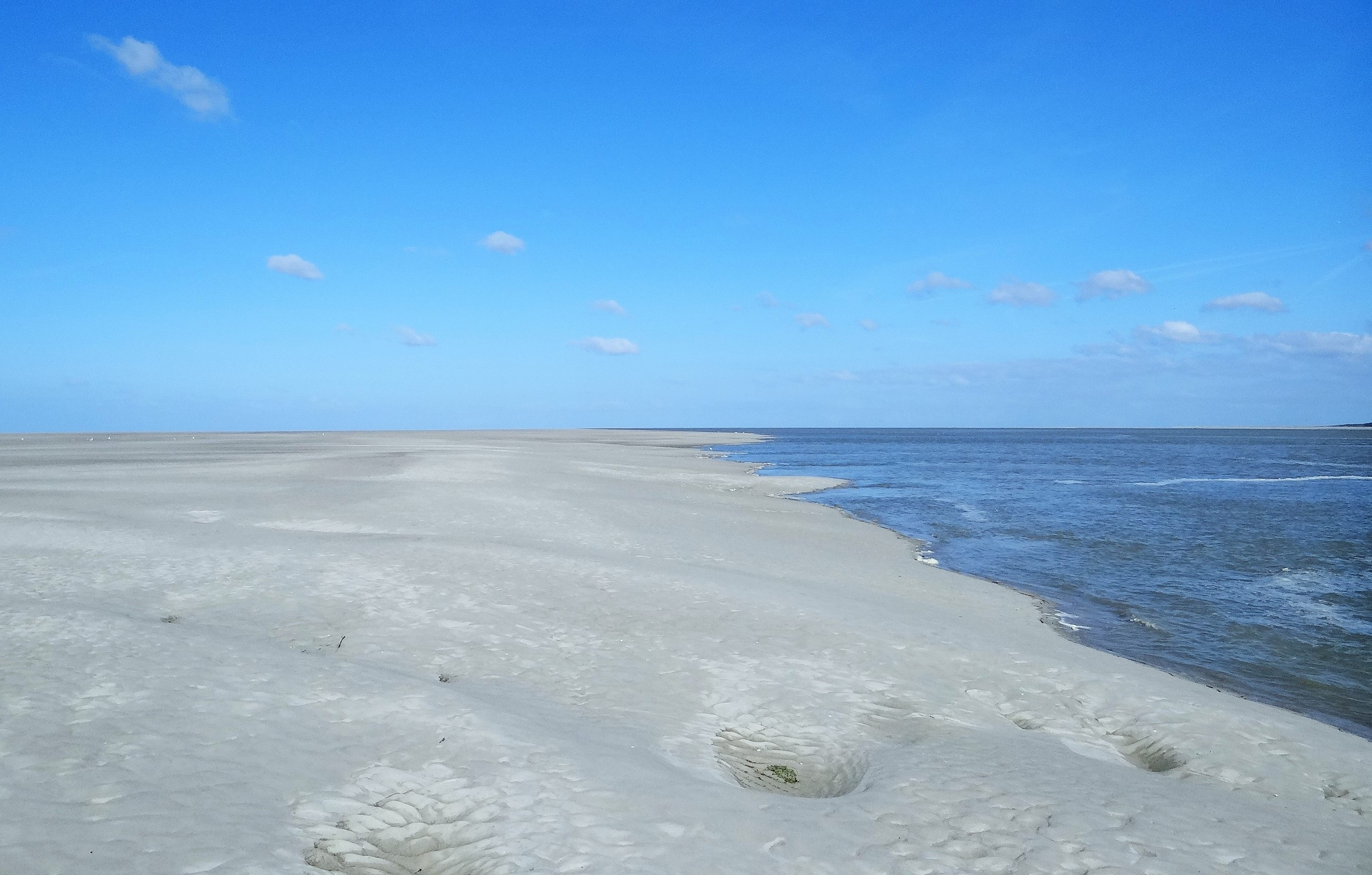
Sandstrand am Meer
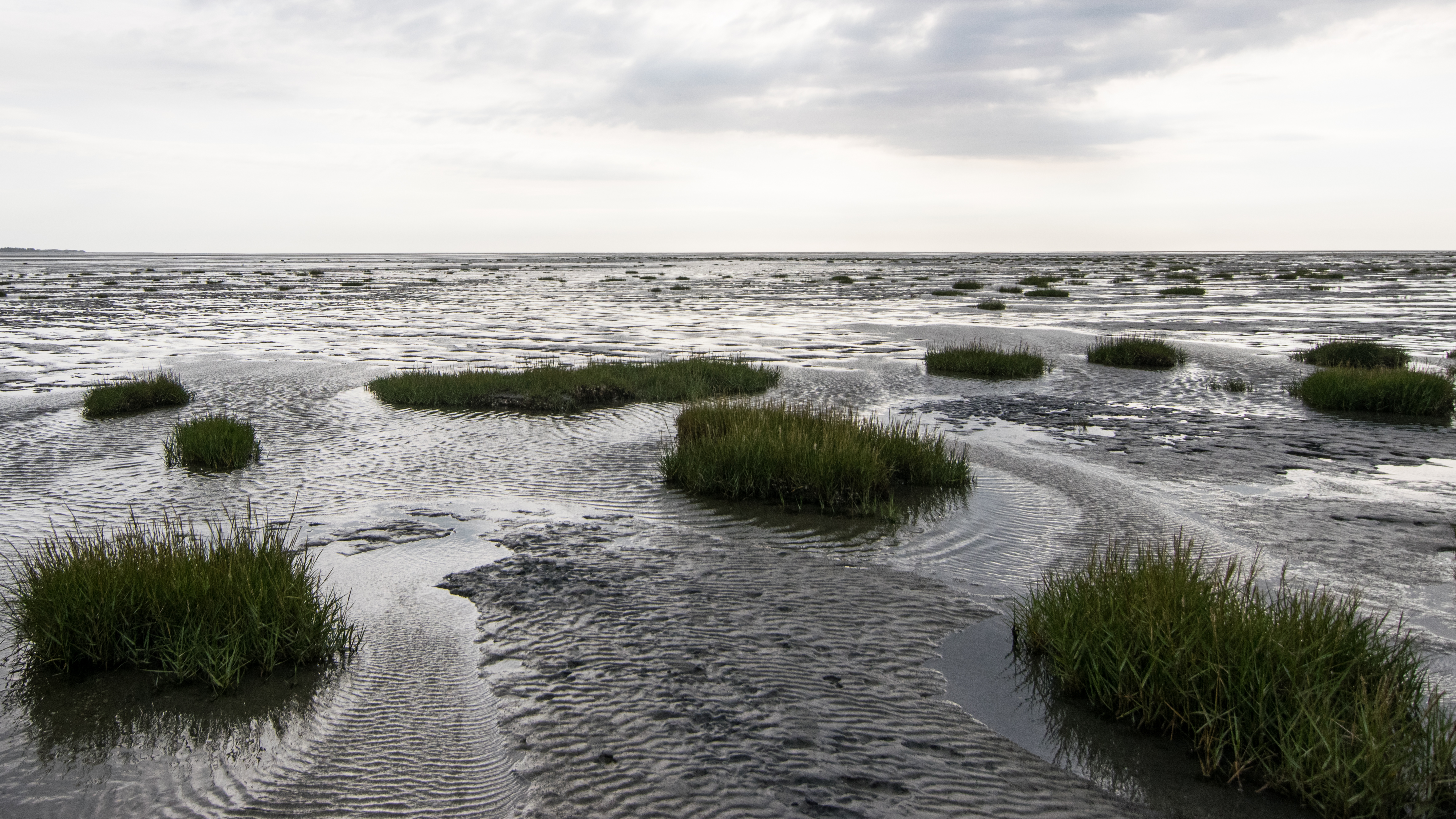
Schlickzone in der Baie de Somme
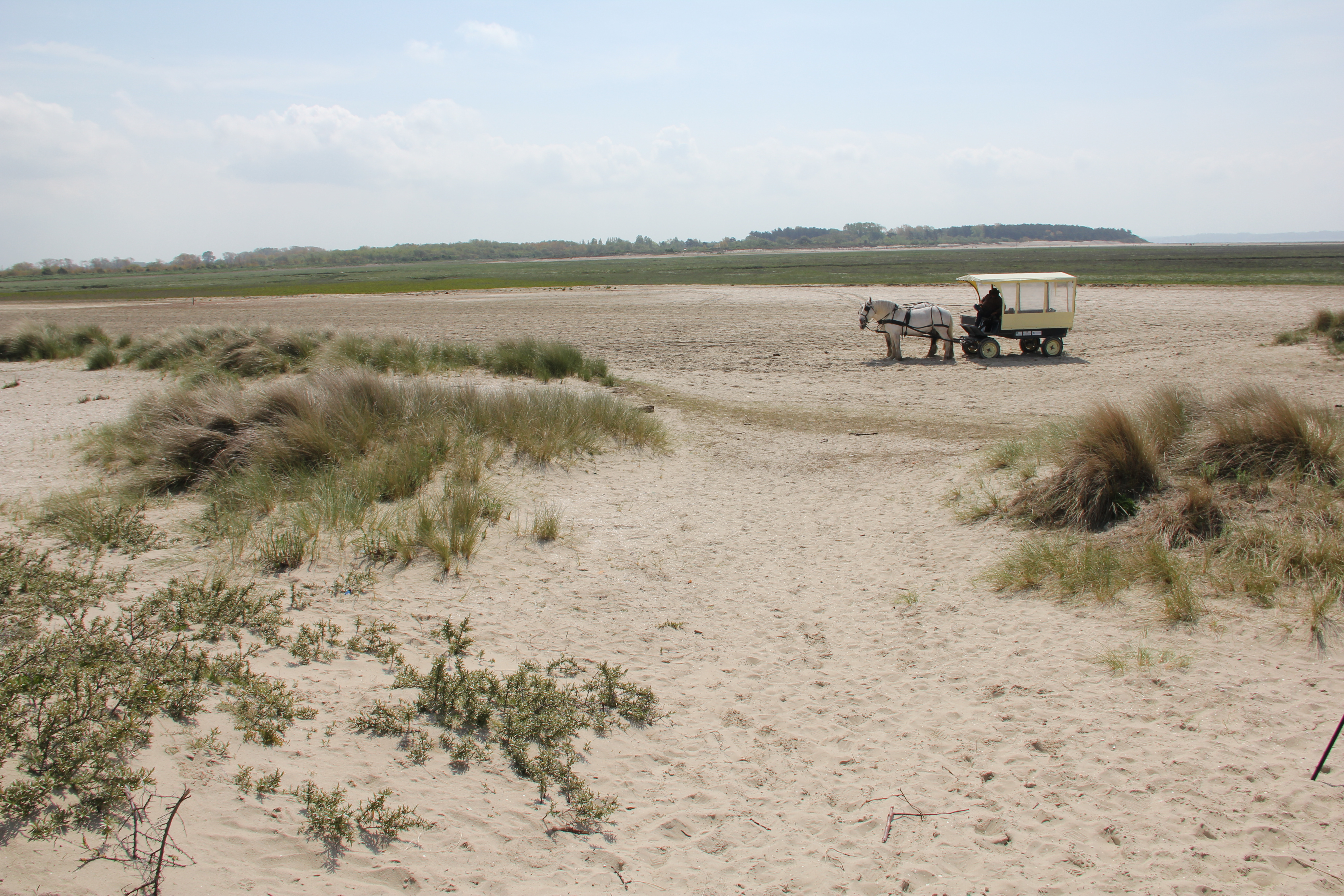
Kutsche für Touristen
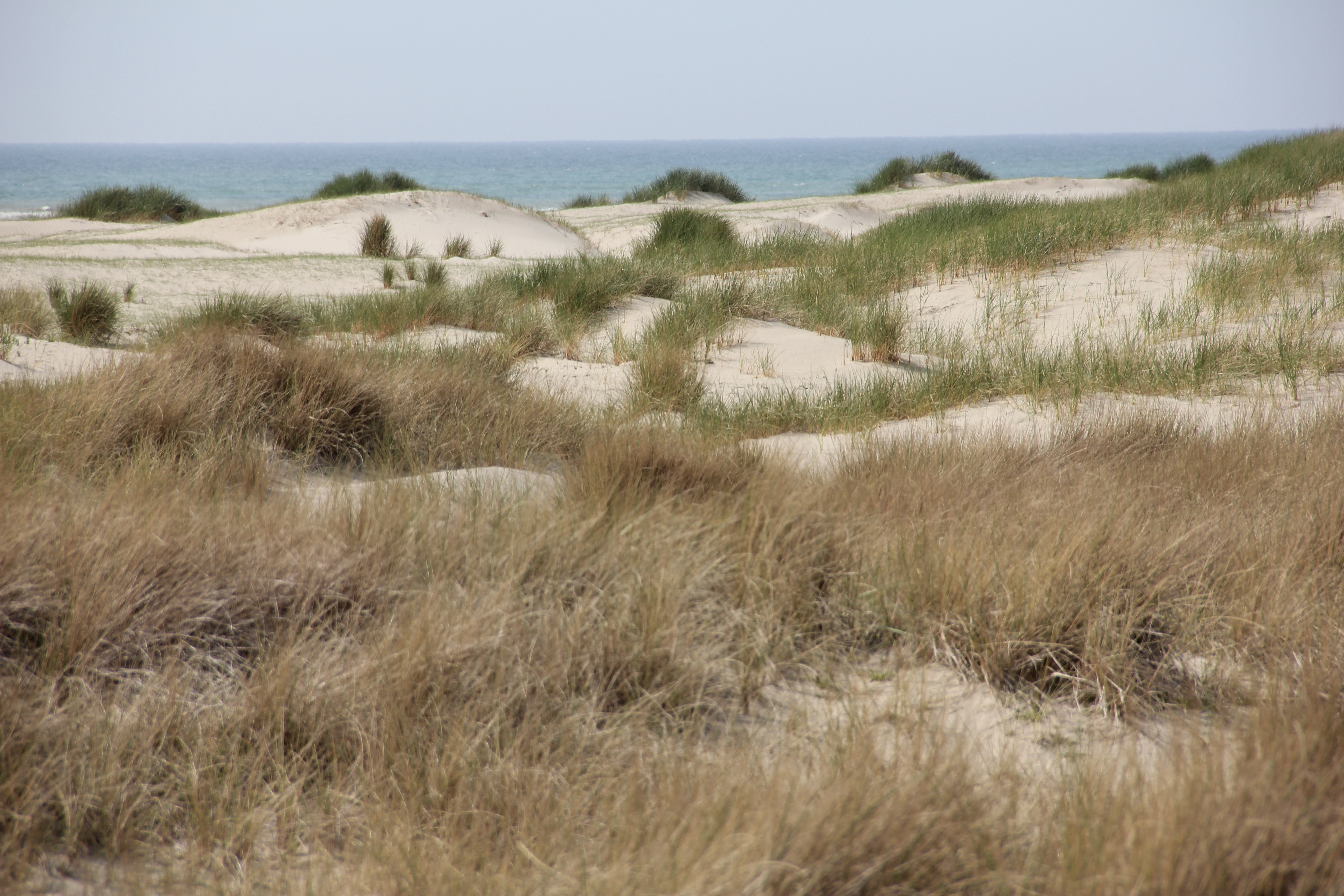
Blick über die Dünen zum Meer
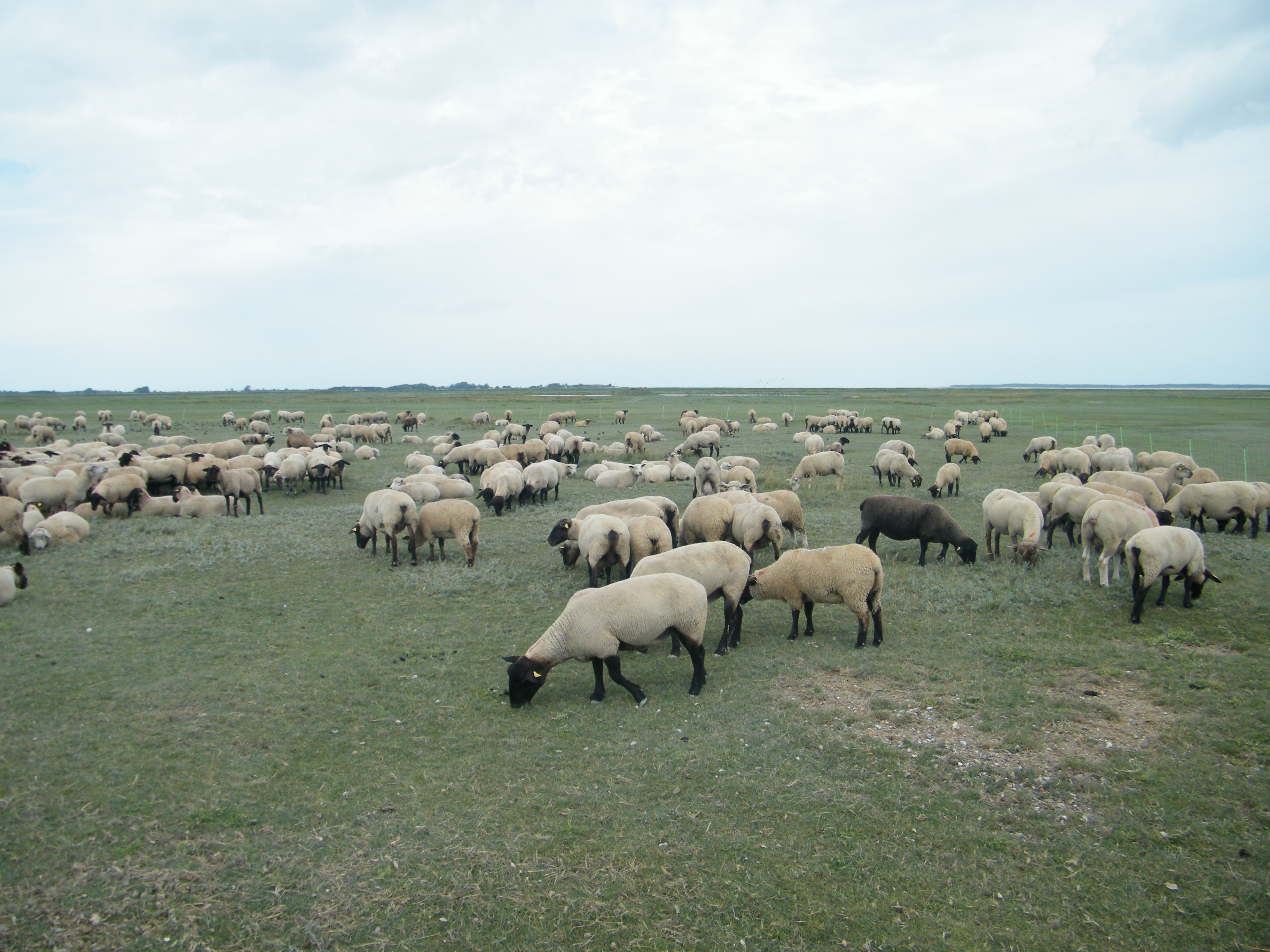
Schafherde auf den Salzwiesen
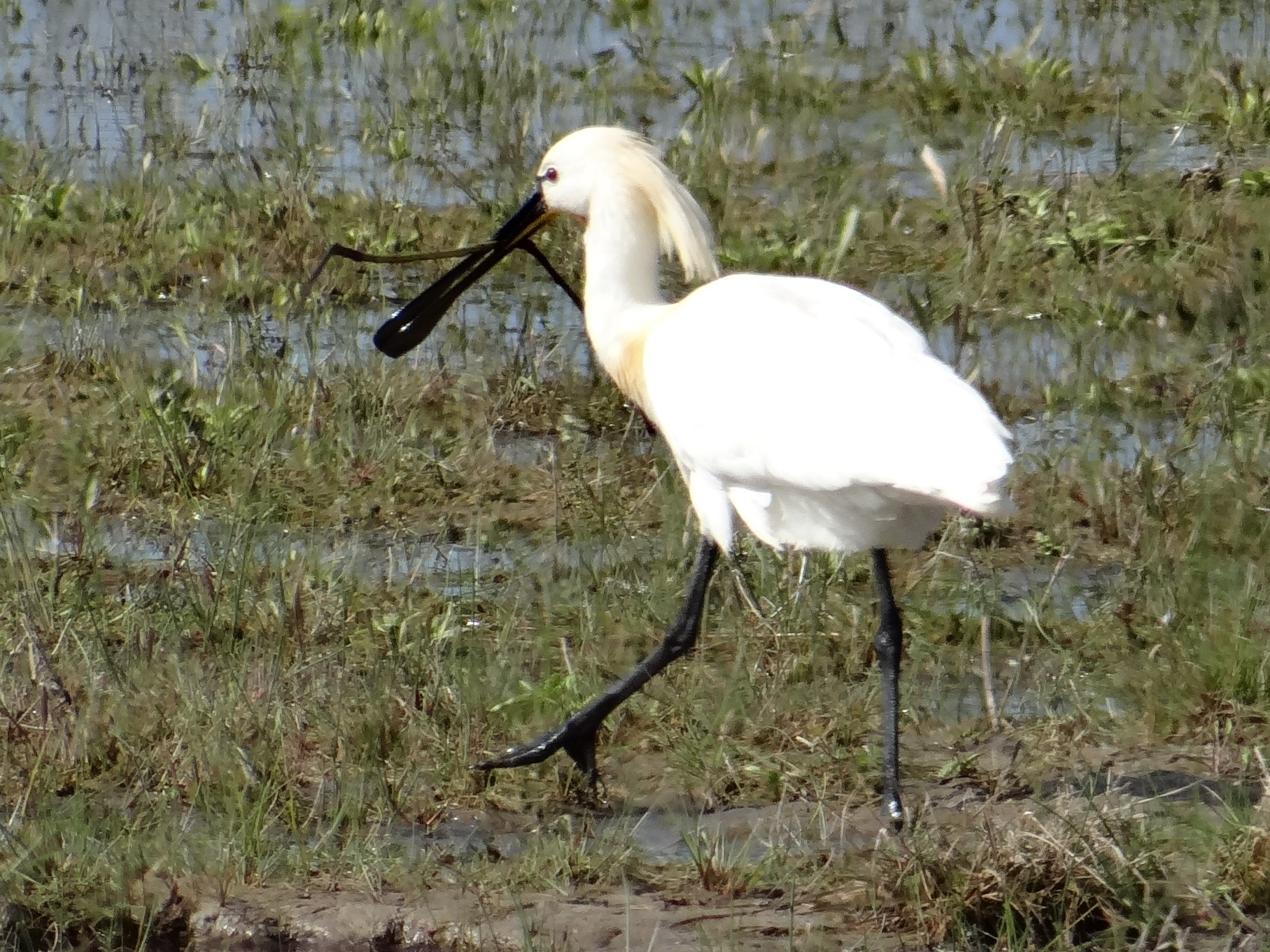
Löffler auf der Jagd
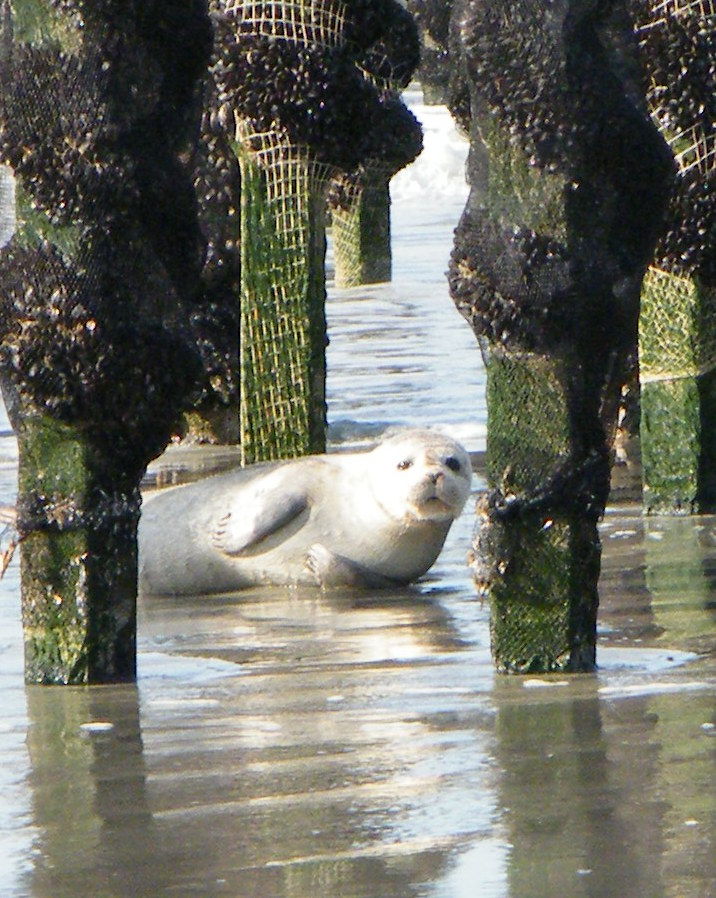
Junger Seehund neben Muschelzucht
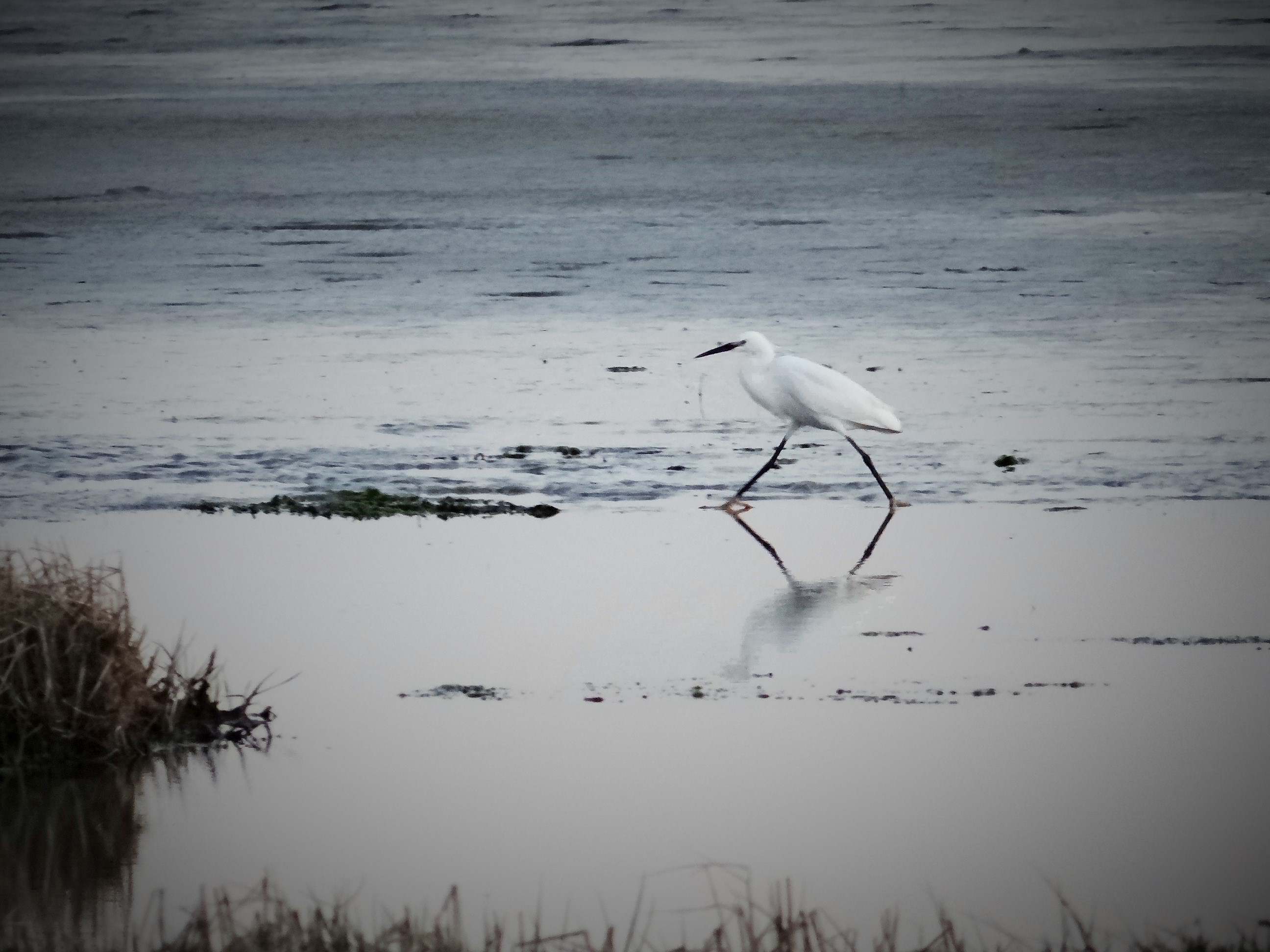
Seidenreiher
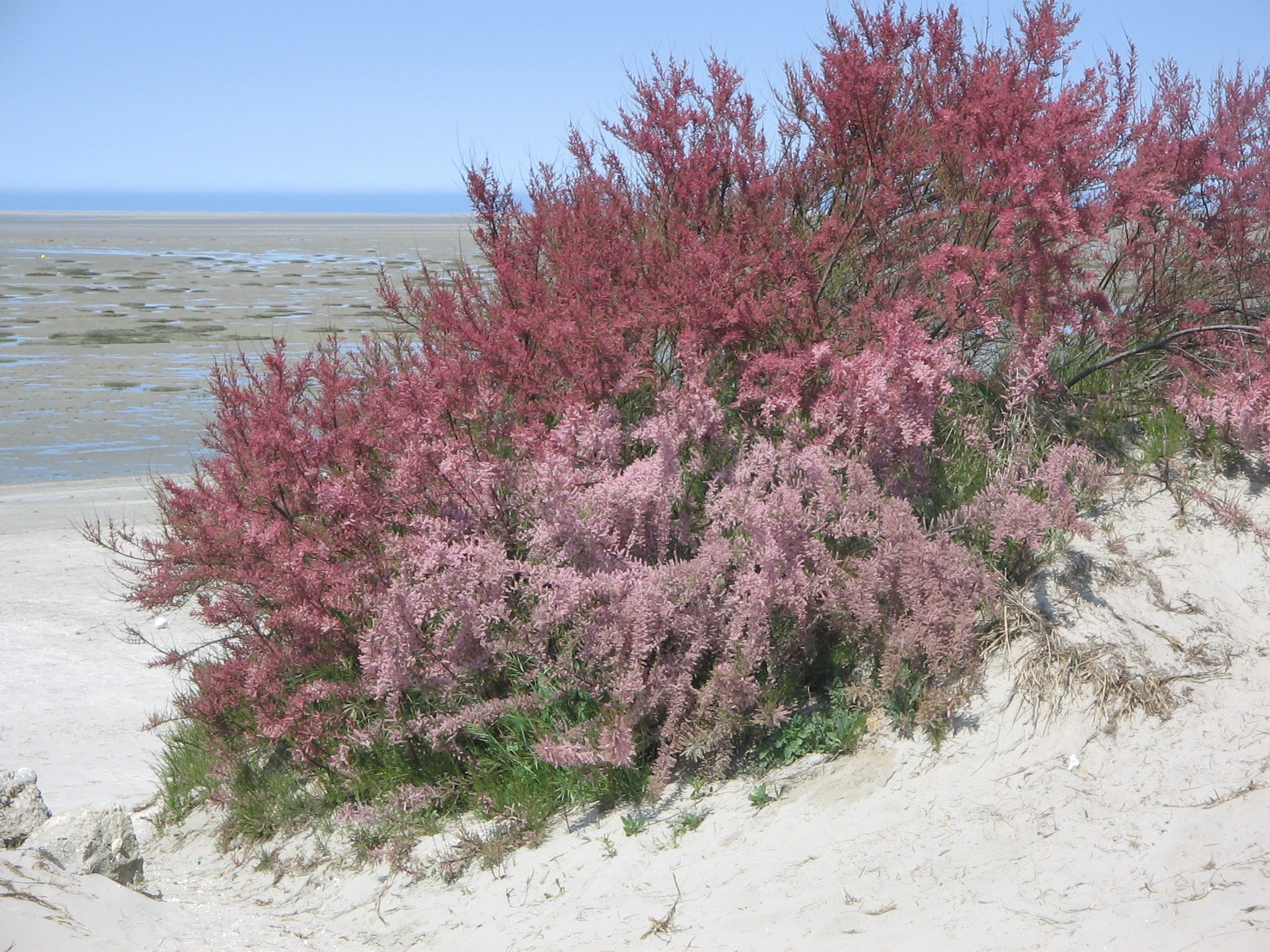
Französische Tamariske
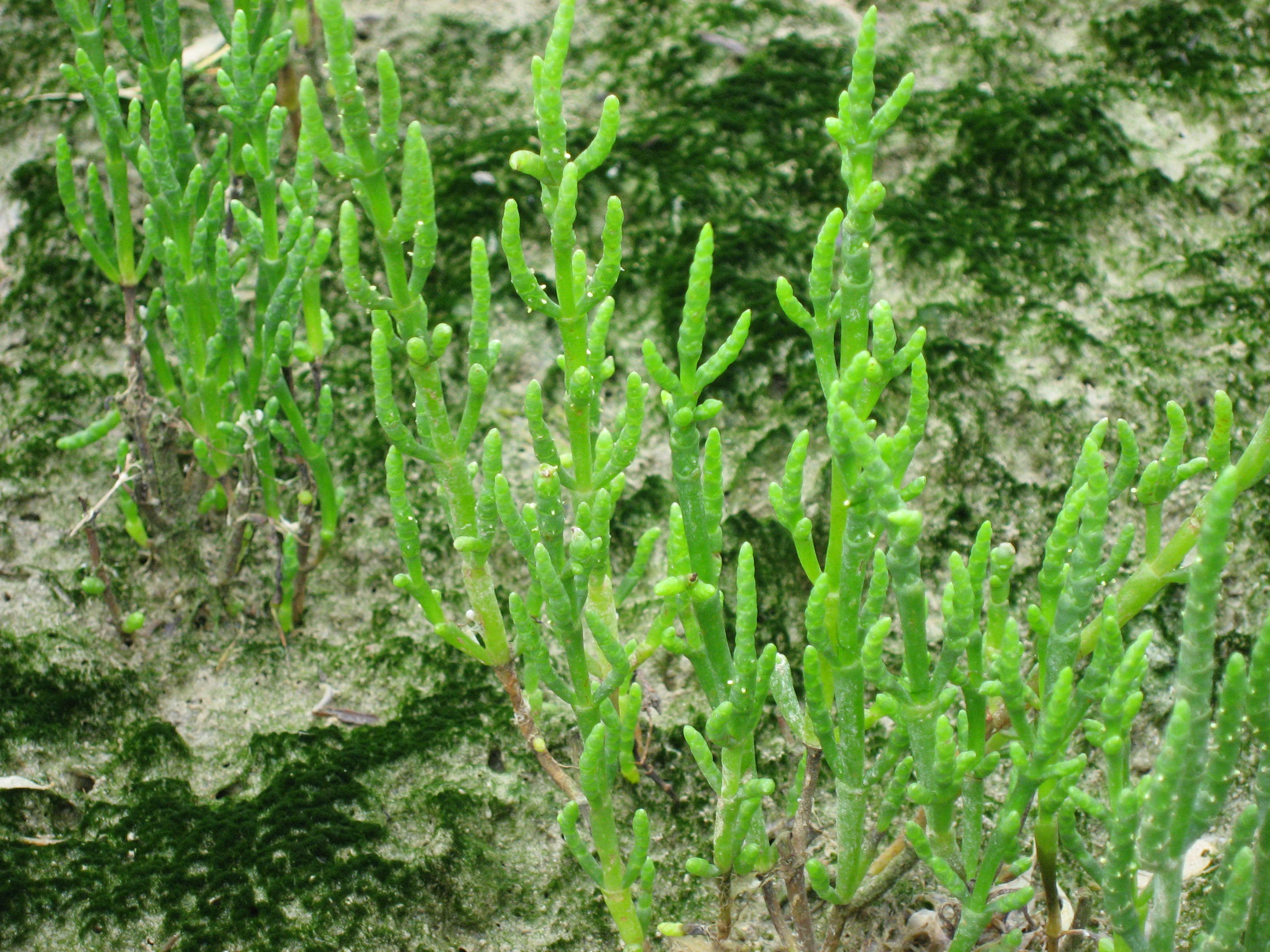
Europäischer Queller